# Wildkatzenfell

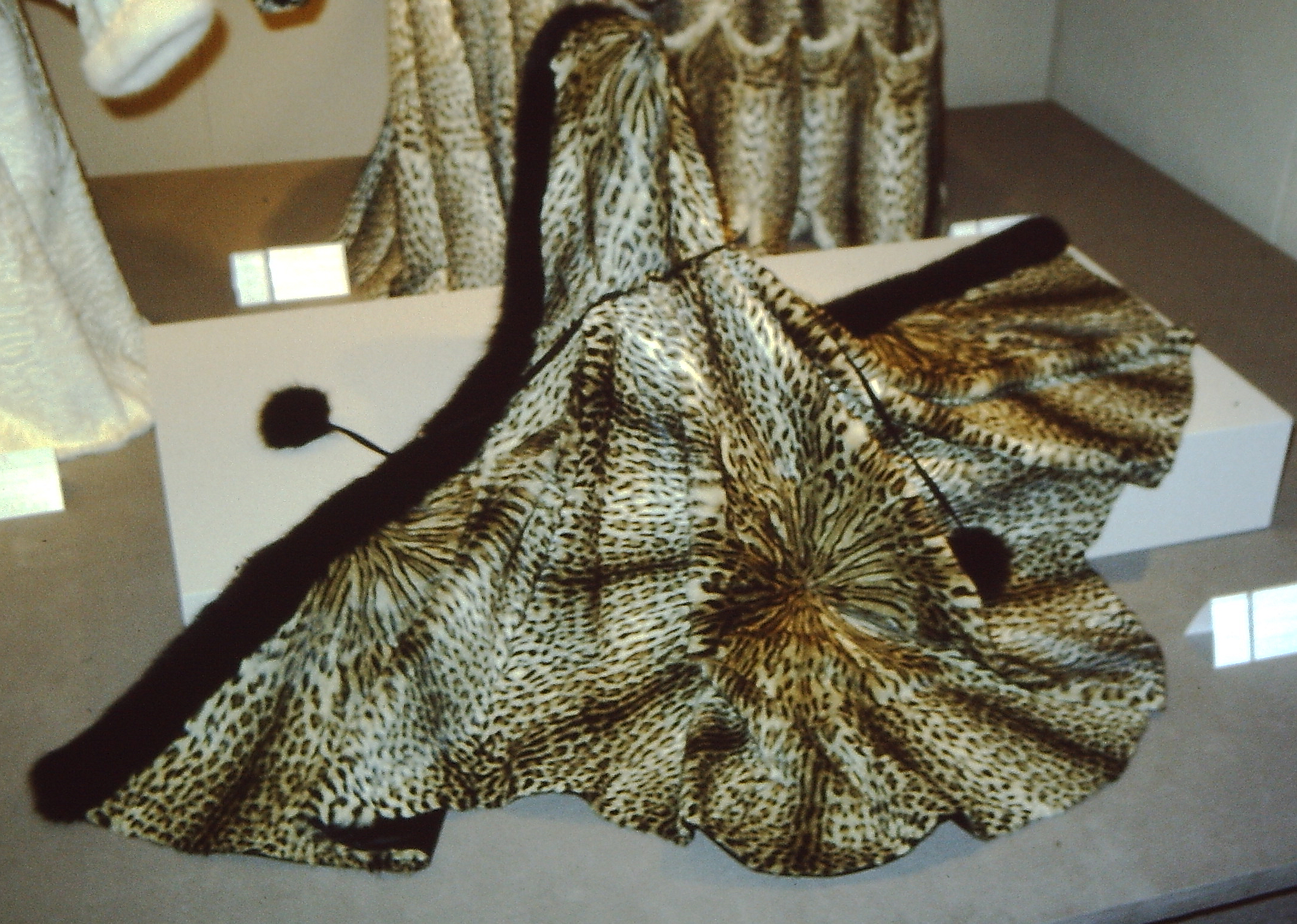
Prämiertes Cape aus Ozelotkatze mit Nerz (1982)

Als Wildkatzenfelle werden im Pelzhandel, zusammen mit dem Fell des auch zoologisch als Wildkatze bezeichneten Tieres (Felis silvestris), vor allem die Felle der wildlebenden Kleinkatzen bezeichnet. Diese werden entsprechend der Fellzeichnung oft unter dem Begriff Leopardkatze zusammengefasst, was zoologisch nur der Bengalkatze zusteht. Der Begriff Tigerkatze ist ebenfalls irreführend, da die Felle meist keine tigerähnlichen Querstreifen, sondern Flecken aufweisen, die bei einigen Arten zu Längsbändern ausgeprägt sein können. Die verschiedenen Wildkatzenfelle wurden in der Vergangenheit mehr oder weniger häufig zu Pelzen verarbeitet. Dazu gehören vor allem:
| In Asien: Bengalkatze Borneo-Goldkatze Fischkatze Gobikatze Manul Marmorkatze Rostkatze Asiatische Goldkatze Wüstenkatze | in Afrika Afrikanische Goldkatze Serval Schwarzfußkatze | in Nord-, Mittel- und Südamerika Andenkatze Bergkatze Colocolo, Pampaskatze Kleinfleckkatze Langschwanzkatze, Peludo Ozelot Tigerkatze, Ozelotkatze Jaguarundi | über mehrere Kontinente verbreitet Falbkatze Rohrkatze Sandkatze Wildkatze |

Da viele Arten von der Ausrottung bedroht sind, wurden alle Katzen in Anhang I oder II des Washingtoner Artenschutzübereinkommens (abgekürzt WA, engl. CITES) aufgenommen (außer der Hauskatze). Alle Katzenarten, einschließlich der Hauskatzen, sind heute durch Gesetze und Verordnungen unterschiedlich stark geschützt und die Felle unterliegen damit einer Handelsbeschränkung oder einem Handelsverbot. 1988 hieß es: „Von all diesen Kleinkatzen kommen meist nur kleine Partien in den Handel. Es dürfte wohl kaum einen Rauchwarenfachmann geben, der alle Arten entsprechend ihrer Herkunft klassifizieren kann, zumal die verhältnismäßig geringen Mengen entsprechend ihrer Fellstruktur usw. zusammen sortiert werden. Die Anlieferungen werden mehr und mehr zurückgehen, da immer weitere Arten unter Schutz gestellt wurden und werden“. Derzeit werden von den Kleinkatzen in Europa nur noch vereinzelt chinesische Leopardkatzenfelle verarbeitet.
Abgesehen von Fantasienamen wurden die Felle früher meist lediglich unter dem Begriff „Wildkatzen“ verkauft, häufig zusammen mit der Herkunftsbezeichnung (z. B. Afrikanische, Asiatische oder Südamerikanische Tigerkatze), die europäischen Wildkatzen auch als „Holzkatzen“. Vor allem Felle aus der Mongolei kamen auch als „Manula“ in den Handel (siehe unter Manul). Weitere Bezeichnungen waren Tigerkatzen und Samacha für die indischen Rohrkatzen.
Der Haltbarkeitskoeffizient für wildlebende Kleinkatzen wird mit 50 bis 60 Prozent angegeben. Insbesondere wenn die Felle nicht zur Zeit der Reife gepelzt werden, haaren sie stark.
- Erläuterung zur Schutzhistorie (die Angaben dienen nur als Hilfsmittel zur Ermittlung des vom Gesetzgeber festgelegten Schutzumfangs; verbindlich sind im Zweifelsfall die betreffenden Gesetzestexte und ihre Anhänge!):

„Erstlistung“ bedeutet erstmaliger Schutz nach einem rechtlich bindenden Regelwerk (WA, für die EU: EU-Artenschutzverordnung, für Deutschland: BNatSchG, darin Verweis auf BArtSchV oder auf Anhang IV FFH).
„Höchstschutz“ bedeutet frühester Zeitpunkt des Schutzes nach einem der drei Regelwerke (Anhang I WA, C Teil 1 der VO (EWG) Nr. 3626/82 bzw. nach Anhang A zu Artikel 8 Absatz 3 Buchstabe a) der VO (EG) Nr. 338/97).
„Besonders geschützt nach BNatSchG“ bedeutet, seit wann eine Art nach deutschem Recht als „besonders geschützt“ gilt.
- Die Weltnaturschutzunion (IUCN, Abkürzung für International Union for Conservation of Nature and Natural Resources – übersetzt „Internationale Union zur Bewahrung der Natur und natürlicher Ressourcen“), ist eine internationale Nichtregierungsorganisation. Sie erstellt unter anderem eine rote Liste gefährdeter Arten.

## Geschichte
Wie von allen Pelztieren wurden wohl auch die Felle der erbeuteten Kleinkatzen schon immer zu Kleidungs- und Schmuckzwecken genutzt. Im Mittelalter bis zum Beginn der Moderne waren es vornehmlich Pelzinnenfutter in den glockigen Mänteln des wohlhabenderen Bürgertums, Schauben genannt. Oft zierte die Schaube außerdem ein breiter Kragenbesatz aus Pelz, der bis hinunter zum Saum reichte. Hauptsächlich wurde die mit Pelz versehene Schaube von Männern getragen, mit wertvollen Fellarten besetzt war sie zugleich ein Standessymbol. Zur Zeit des Aufkommens von Muffen wurden Garnituren aus ein und derselben Pelzart auch aus Wildkatzenfellen hergestellt, neben dem Muff gehörte dazu ein Kragen oder Schal und eine Kopfbedeckung.
Um 1900, nach Erfindung der Pelznähmaschine und mit der Einführung von Konfektionskleidung wurde begonnen, Pelze auch mit dem Haar nach außen zu tragen, nicht mehr nur als Kragen oder Verbrämung. Noch in den 1920er-Jahren fanden dabei gefleckte Katzenfelle kaum Beachtung. 1930 wird dann für südamerikanische Tigerkatzenfelle als Verwendung „zu Sportmäntel und Decken“ genannt. Bis in die Zeit nach dem Zweiten Weltkrieg wurde vor allem Ozelot für Damenbekleidung zunehmend so sehr genutzt, dass die Gefahr der Ausrottung bestand. Da eine Überwachung der Einhaltung von Schutzgesetzen in den unübersichtlichen Wildnissen Südamerikas fast unmöglich schien, entschloss man sich zum absoluten und offensichtlich erfolgreichen Handelsverbot für sämtliche südamerikanischen Katzenarten. Die Bedrohung geht heute nicht mehr von der Bejagung aus.

Spätmittelalterliche Besätze aus Fellen wildlebender Kleinkatzen
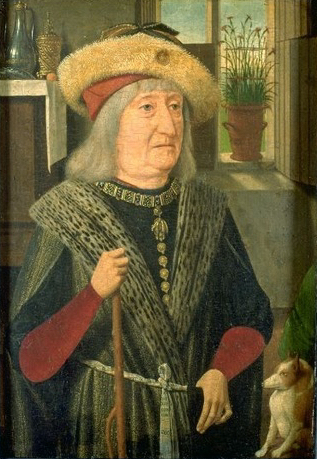
Adolf von Kleve (vor 1500)
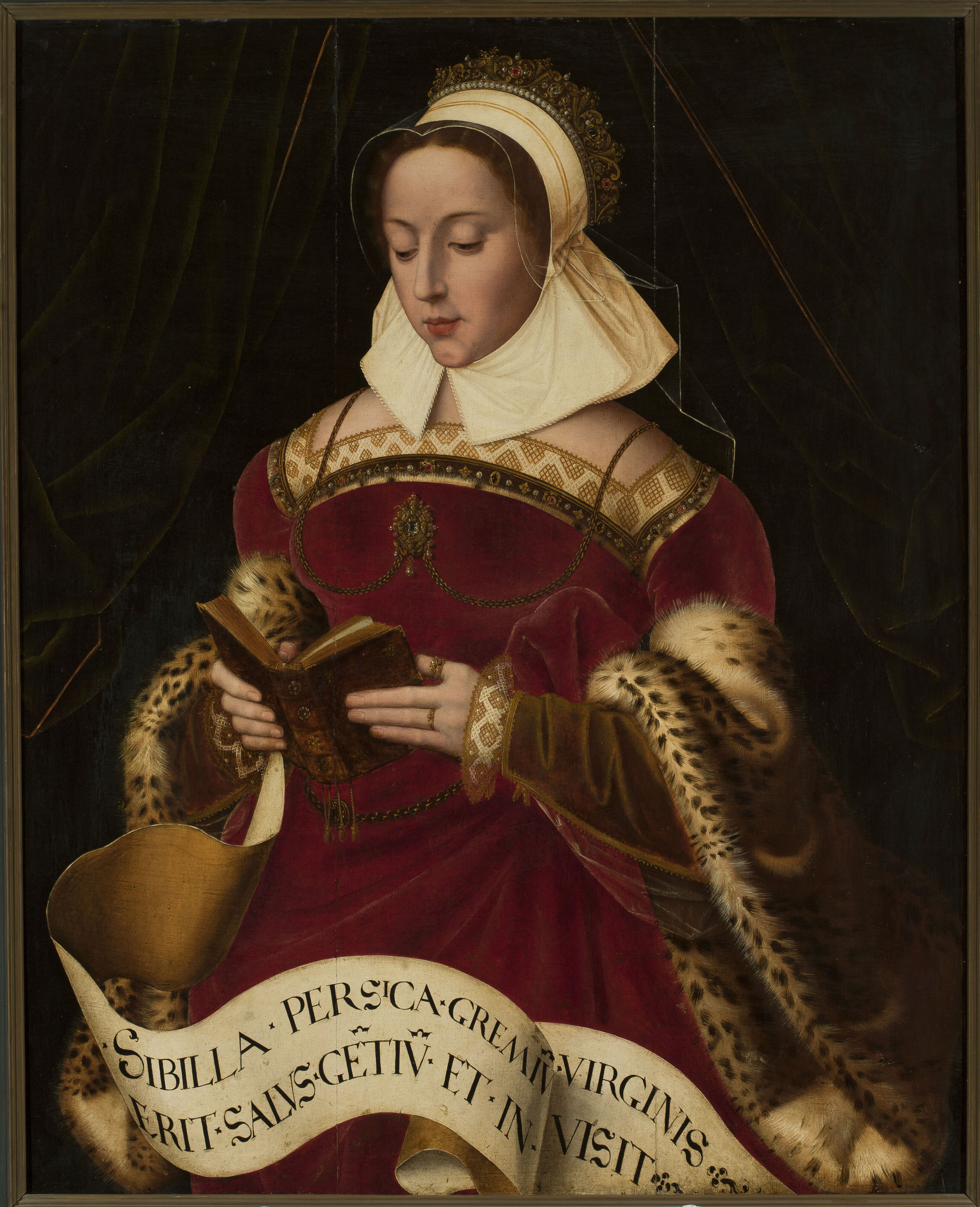
Die Persische Sibylle (1530er Jahre)
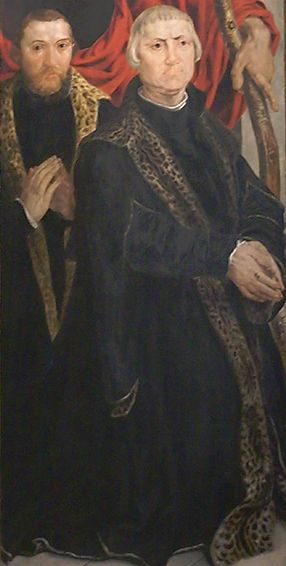
Triptychon (Ausschnitt, 1532)
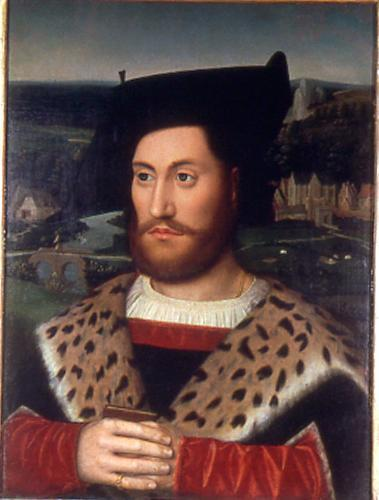
Porträt eines Mannes mit Buch (Ambrosius Benson 1495–1550)
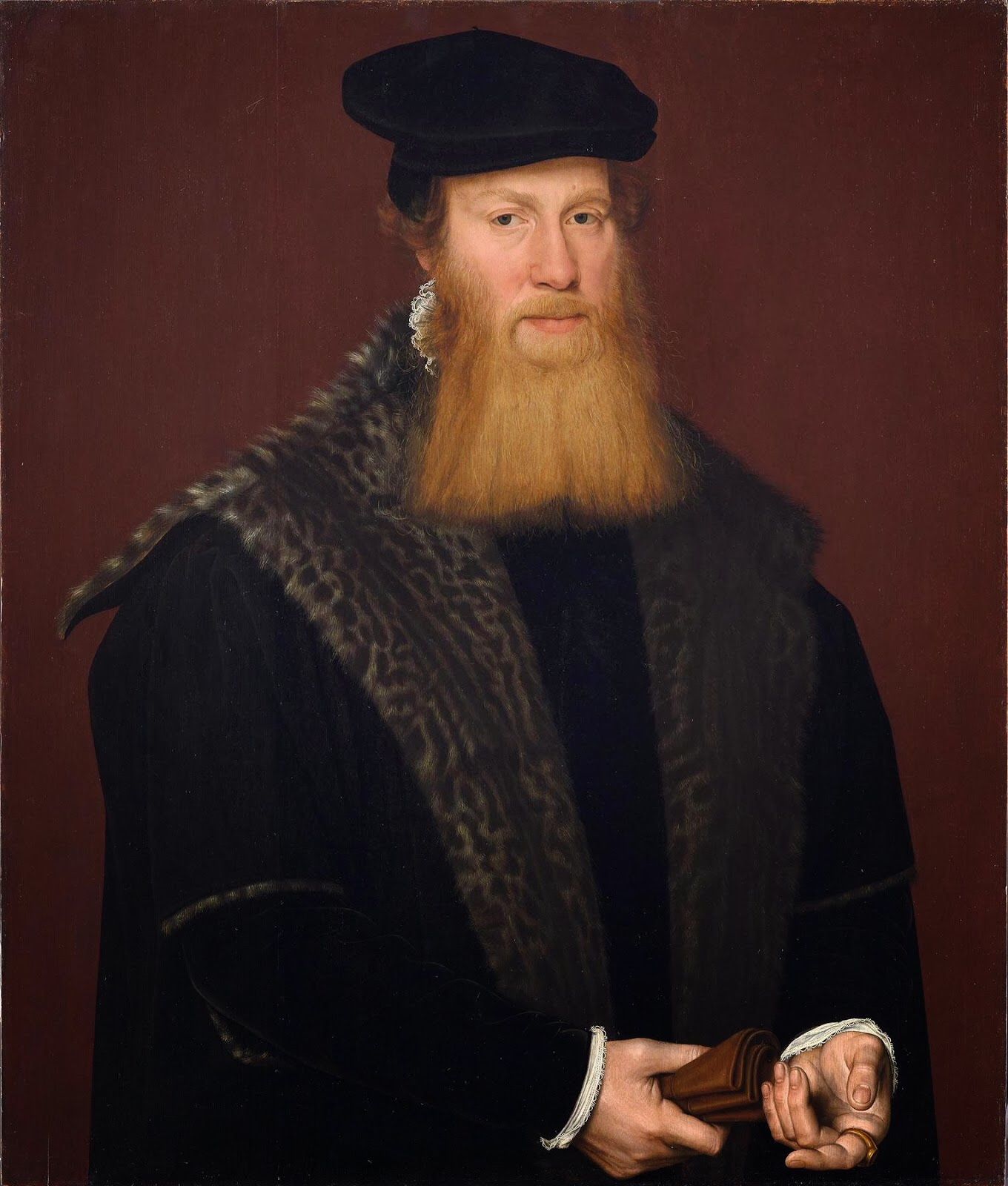
Unbekannter Herr (etwa 1563–1570)

## Verarbeitung
Die Rohfelle werden meist in Beutelform angeliefert, mit dem Haar nach außen.
Vor allem chinesische Katzenfelle kommen häufig vorkonfektioniert als Tafeln in den Großhandel. Die handelbaren Wildkatzenfelle werden zu Konfektion aller Art verarbeitet, zu Jacken, Mänteln, Pelzinnenfuttern, Besätzen, Felldecken und Kleinteilen. Ein kleiner Teil der Felle wird gefärbt, in der Regel nur so stark, dass die Naturzeichnung deutlich erhalten bleibt. Felle ohne Zeichnung wurden auch gelegentlich durch Bedrucken mit einem künstlichen Katzenfellmuster versehen (siehe Abb. Rohrkatzen). Selten wurden Katzenfelle auch geschoren oder ohne das ausgerupfte Oberhaar verwendet. Die bei der Verarbeitung anfallenden Fellreste werden ebenfalls zu Tafeln zusammengesetzt. Der Hauptort in Europa dafür ist das Pelzverarbeitungszentrum um die Stadt Kastoria in Griechenland mit dem nahegelegenen Ort Siatista. Von dort und in großer Stückzahl auch aus China gehen die Fellstückentafeln zurück in die pelzverarbeitenden Länder, um dort beispielsweise zu Innenfuttern oder Westen weiter verarbeitet zu werden.
Für Bekleidungsteile werden die Felle mit dem Haarschlag nach unten entweder übereinandergesetzt oder es werden durch sogenanntes Einschneiden längere, wie ein einzelnes, langes Fell wirkende Streifen hergestellt. Die dabei entstehenden Quernähte werden in einer Zackenform ausgeführt, um sie für das Auge auf der Haarseite möglichst unsichtbar zu machen. Beim etwas größeren Peludo (Langschwanzkatze) wird, wie auch beim Ozelotfell, bei einer individuelleren Verarbeitung gelegentlich eine freihändig geschnittene, der Fellzeichnung angepasste Zacke benutzt. Eine Querverarbeitung der Felle kommt ebenso vor.
Im Jahr 1965 wurde der Fellverbrauch für eine für einen Peludosmantel ausreichende Felltafel (sogenanntes Mantel-„Body“) mit 16 bis 26 Fellen angegeben, für einen südamerikanischen Ozelotkatzenmantel mit 30 bis 36 Felle; für einen „Chinesischen Ozelot“mantel mit 22 bis 28 Fellen und für „andere Asiaten“ mit bis zu 40 Fellen. Zugrundegelegt wurde eine Tafel mit einer Länge von 112 Zentimetern und einer durchschnittlichen Breite von 150 Zentimetern und einem zusätzlichen Ärmelteil. Das entspricht etwa einem Fellmaterial für einen leicht ausgestellten Mantel der Konfektionsgröße 46 des Jahres 2014. Die Höchst- und Mindest-Fellzahlen können sich durch die unterschiedlichen Größen der Geschlechter der Tiere, die Altersstufen sowie deren Herkunft ergeben. Je nach Pelzart wirken sich die drei Faktoren unterschiedlich stark aus.

## Behaarung
Die Behaarung der Wildkatzenarten ist meist gleichmäßig verteilt, in der Rückenmitte, dem Grotzen, ist das Grannenhaar etwas überstehend, bei der Colocolo (Pampaskatze) ist es deutlich verlängert. Ohnehin ist ein Merkmal der meisten Katzenfellsorten ein kammartiger Grotzen, der beim Kniffen der Felle zu erkennen ist. Das Oberhaar der Wildkatzen wird als feiner bis gröber eingestuft, teils hart, spröde, meist glänzend, schwächer und stärker im Wuchs. Die Unterwolle ist vorwiegend weich. Die Sommerfelle sind mitunter spießig.
Die Wildkatzenarten haben meist starrere Haare als die gröbsten Sorten der Hauskatze und der Luchskatze. Die Grannenhaare sind besonders spröde, bei vielen Arten streben sie mehr auseinander, legen sich also nicht nach einer Richtung. Auffällig ist die elektrische Ladung, beim Überstreichen des Felles sprühen zuweilen Funken. Diese Eigenschaft wurde auch als Ursache für „die erprobte Heilwirkung bei rheumatischen Beschwerden“ durch Felle der Haus- und Wildkatze vermutet.
Die Färbung reicht von einfarbig bis mehrfarbig bunt gescheckt. Zahlreiche Arten haben ein Fleckenmuster, mitunter auch Streifenmuster und sind wirkungsvoll gezeichnet.

## Asien

### Bengalkatze

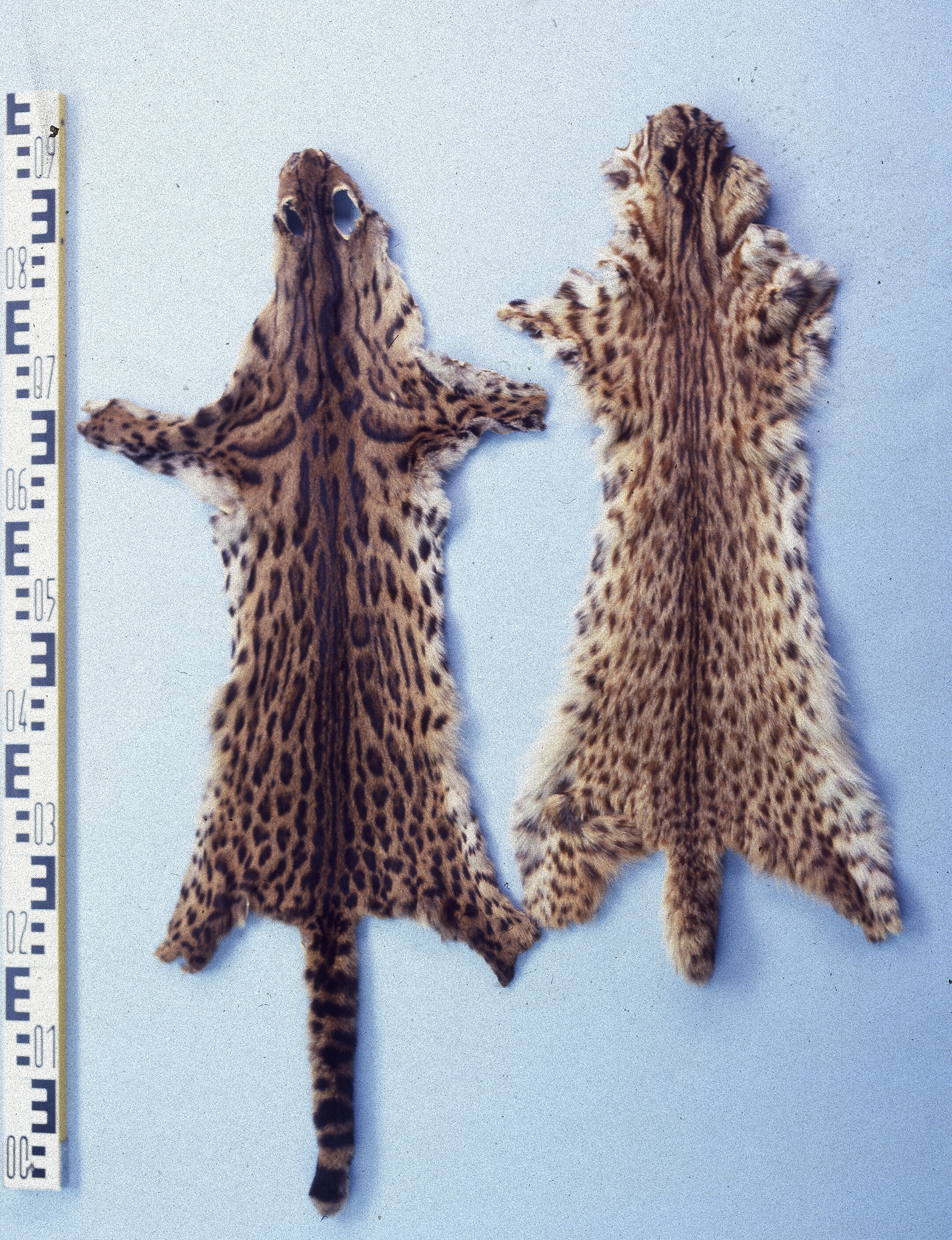
Bengalkatzenfelle, China
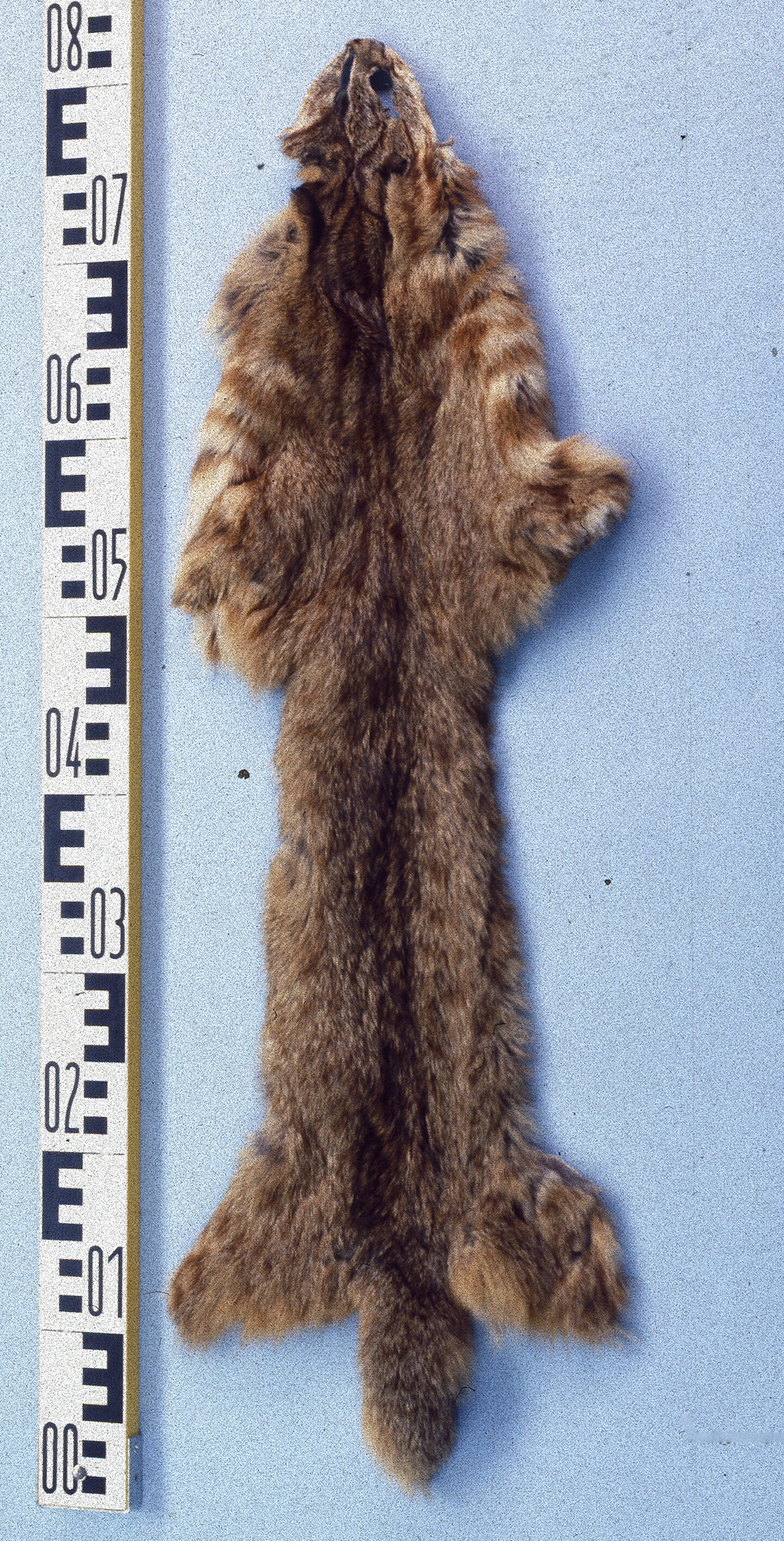
Bengalkatzenfell, China

Bei dem erheblichen Wirrwarr, das in der Systematik der Kleinkatzen herrschte, sind manche geographische Rassen mit besonderen Namen belegt worden. Die Fellbezeichnung der Bengalkatze war meist Leopardkatze, auch Chinesische Wildkatze. Weitere Fellnamen waren Schmuckkatze, Zwergtigerkatze, Chinakatze, Chinesische Tigerkatze, kleine gefleckte Wildkatze. Um 1975 hatte sich chinesische Junkwei-Leopardkatzenfelle „zu einem echten Standardartikel“ entwickelt.
Vorkommen: Südöstliches Asien, im Amurgebiet, Korea und China bis Vorderindien und Hinterindien. Auf den Großen Sunda-Inseln, Hainan, Formosa (Taiwan) und auf den Philippinen.
Wegen des Vorkommens in unterschiedlichen Gebieten – es werden einige Unterarten unterschieden – variieren Färbung und Dichte des Haarkleids erheblich. Die Färbung reicht von blassgelb über graugelb mit roten und braunen bis schwarzen Flecken, die teils in Längsreihen angeordnet sind. Kinn und Kehle sind weißlich, an den Ohren befindet sich ein weißer Fleck. Die Vorderpfoten haben Schwimmhäute. Die Kopfrumpflänge weist erhebliche Größenunterschiede zwischen nördlichen und südlichen Unterarten auf, sie beträgt 36 bis 85 Zentimeter, die Schwanzlänge 15 bis 44 Zentimeter.
Die nördlichste Form der Bengalkatze hat ein besonders dichtes und langes Haar, auch bei den sibirischen Arten ist das Haar besonders dicht. Bei der nördlichen Form stehen auf dem Rücken etwa 7000 Haare, auf dem Bauch 1950 Haare pro Quadratzentimeter. Auf ein Grannenhaar kommen 30 Wollhaare. Auf dem Rücken wird das Haar bis zu etwa 5 Zentimeter lang. Im Norden des Verbreitungsgebiets besteht, im Gegensatz zu den tropischen Gebieten, ein deutlicher Unterschied zwischen Sommer- und Winterfell.
Die chinesischen Leopardkatzentafeln waren „ein gern gefragter Artikel“ der Pelzmode. Bis in das 20. Jahrhundert wurden sie noch, anstelle der für die Herstellung westlicher Kleidung besser geeigneten Felltafeln, in Leopardkatzen-Kreuzen und -Robes angeliefert. Diese besaßen eine Form, aus der sich mit wenig Aufwand die einfach geschnittenen chinesischen Gewänder arbeiten ließen. Es wurde in Abladungen aus Tientsin und Shanghai unterschieden. Die Tientsin-Abladungen waren markanter und blauer (fachsprachlich für dunkler) und markanter in der Zeichnung, die Shanghai-Abladung fahler und gelber. Ein besonderes Kennzeichen der letzteren waren die manchmal brandroten Bauchseiten, die teilweise mitverarbeitet wurden. Schon vor 1950 kamen nur sehr wenige Felle in den Handel, da die chinesische Regierung sehr strenge Exportvorschriften erlassen hatte. Jede Tafel, die nicht das vorgeschriebene Maß von 24 × 48 Inch aufwies wurde zurückgewiesen.
Unter Fellqualität wurde 1986 angegeben „ohne große Bedeutung für die Pelzindustrie“. Im Fernen Osten war das jährliche Fellaufkommen von 1000 bis 2000 Fellen in den 1930er-Jahren zu der Zeit auf 100 bis 300 Felle gesunken. In Nordamerika wurden aus Russland gehandelte, gefleckte Katzenpelze als Dimkafuchs (Dimka fox) angeboten. Dimka bedeutet im Russischen rauchblau und bezeichnet die Naturfarbe dieser Felle. Nachdem die Felle in gutverkäufliche Fuchsfarben gefärbt waren, brachte man die Wildkatzenfelle als Dimkafuchs in den Handel.
- Schutzstatus:

Prionailurus bengalensis bengalensis: Nur die Populationen Bangladeschs, Indiens und Thailands der Unterart werden in Anhang A Europäische Gemeinschaft (EG) aufgeführt und sind streng geschützt. Diese Unterart war als Felis bengalensis bengalensis bereits seit dem 20. Juni 1976 nach Anhang I Washingtoner Artenschutzübereinkommen (WA) geschützt. Die anderen Populationen waren seit dem 24. April 1977 unter der Familie Felidae spp. in Anhang II WA und sind seit dem 1. Juni 1997 der EG-Verordnung 750/2013 in Anhang B geschützt.
Prionailurus bengalensis iriomotensis: Die Unterart wird seit dem 1. Juni 1997 in Anhang A geschützt.
Erstlistung seit dem 24. Mai 1977; besonders geschützt nach Bundesnaturschutzgesetz seit dem 31. August 1980.

### Borneo-Goldkatze
Vorkommen: Borneo.
Die sehr seltene Borneo-Goldkatze, auch Borneokatze, ist eine verzwergte Inselform, sie ist eng verwandt mit der Temminckkatze.
Es gibt zwei Farbvarianten, eine häufigere rötlich-braune und eine dunkelgrau, teils fast schwarz. Das Fell weist kein Muster auf, bis auf einen schwarzen Streifen auf der Wange. Die Bauchseite ist heller, ebenso die Unterseite des Schwanzes. Borneo-Goldkatzen erreichen eine Kopfrumpflänge von 53 bis 70 Zentimetern, eine Schwanzlänge von 32 bis 39 Zentimeter.
Die Weltnaturschutzunion (IUCN) hat die Art im Jahr 2003 als „stark gefährdet“ eingestuft („Endangered“).
- Schutzstatus:

Felidae spp. geschützt gemäß dem Washingtoner Artenschutzübereinkommen (WA) Anhang II; nach der EG-Verordnung 750/2013 Anhang B.
Catopuma badia, besonders geschützt nach dem Bundesnaturschutzgesetz (BNatSchG).
Detaillierte Schutzdaten: Erstlistung seit dem 24. April 1977. Besonders geschützt nach dem Bundesnaturschutzgesetz seit dem 31. August 1980.

### Fischkatze
Auch Tüpfelkatze oder Hechtkatze.
Vorkommen: Südlich des Himalaya von Nepal bis Assam, Hinterindien, unter anderem Tanintharyi-Division, Thailand, Ceylon, Sumatra, Jawa Barat (Westjava) und Mitteljava.
Das Haarkleid der Fischkatze ist struppig und ohne Glanz, erdgrau, am Rücken bräunlich, die Wamme ist etwas heller. Der Rumpf ist übersät mit schwarzen, verschieden großen Tupfen, hat dunklere Streifen über den Schultern und im Nacken, die an den Seiten und Beinen in längliche Flecken übergehen. Der verhältnismäßig kurze Schwanz hat mehrere Ringe. Die Kopfrumpflänge reicht von 57 bis 78 Zentimeter, damit ist sie etwa doppelt so groß wie bei der Hauskatze. Der Kopf ist lang und schmal. Die Fischkatze hat weniger ausgeprägte Schwimmhäute als die Bengalkatze. Ihr Schwanz ist mit 20 bis 30 Zentimeter relativ kurz.
Die Weltnaturschutzunion (IUCN) hat die Art im Jahr 2010 als „stark gefährdet“ eingestuft („Endangered“).
- Schutzstatus:

Felidae spp., geschützt gemäß dem Washingtoner Artenschutzübereinkommen Anhang II; nach der EG-Verordnung 750/2013 Anhang B.
Prionailurus viverrinus, besonders geschützt nach dem Bundesnaturschutzgesetz.
Detaillierte Schutzdaten: Erstlistung seit dem 24. April 1977; besonders geschützt nach dem Bundesnaturschutzgesetz seit dem 31. August 1980.

### Gobikatze
Auch Graukatze.
Vorkommen: Nordwestchinesisches Grenzland.
Die Gobikatze hat langes dichtes Haar, der Schweif ist ebenfalls dicht behaart mit vier oder fünf schwarzen Ringen und einer schwarzen Schweifspitze. Die Fellfarbe ist braungelb, die Bauchunterseite ist heller. Unter den Ohren findet sich eine blass-rotbraune Fellstelle. Der Körper ist sehr kompakt, die Beine sind relativ kurz. Die Pfotenunterseiten sind stark behaart. Der Rumpf ist etwa 80 Zentimeter lang, der Schwanz 35 Zentimeter.
Die Weltnaturschutzunion (IUCN) listete sie im Jahr 2010 als „gefährdet“ („Vulnerable“).
- Schutzstatus:

Felidae spp. geschützt gemäß dem Washingtoner Artenschutzübereinkommen Anhang II; nach der EG-Verordnung 750/2013 Anhang B.
Felis bieti, besonders geschützt nach dem Bundesnaturschutzgesetz.
Detaillierte Schutzdaten: Erstlistung seit dem 24. April 1977. Besonders geschützt nach dem Bundesnaturschutzgesetz seit dem 31. August 1980.

### Manul
Auch Manulkatze, Pallaskatze.

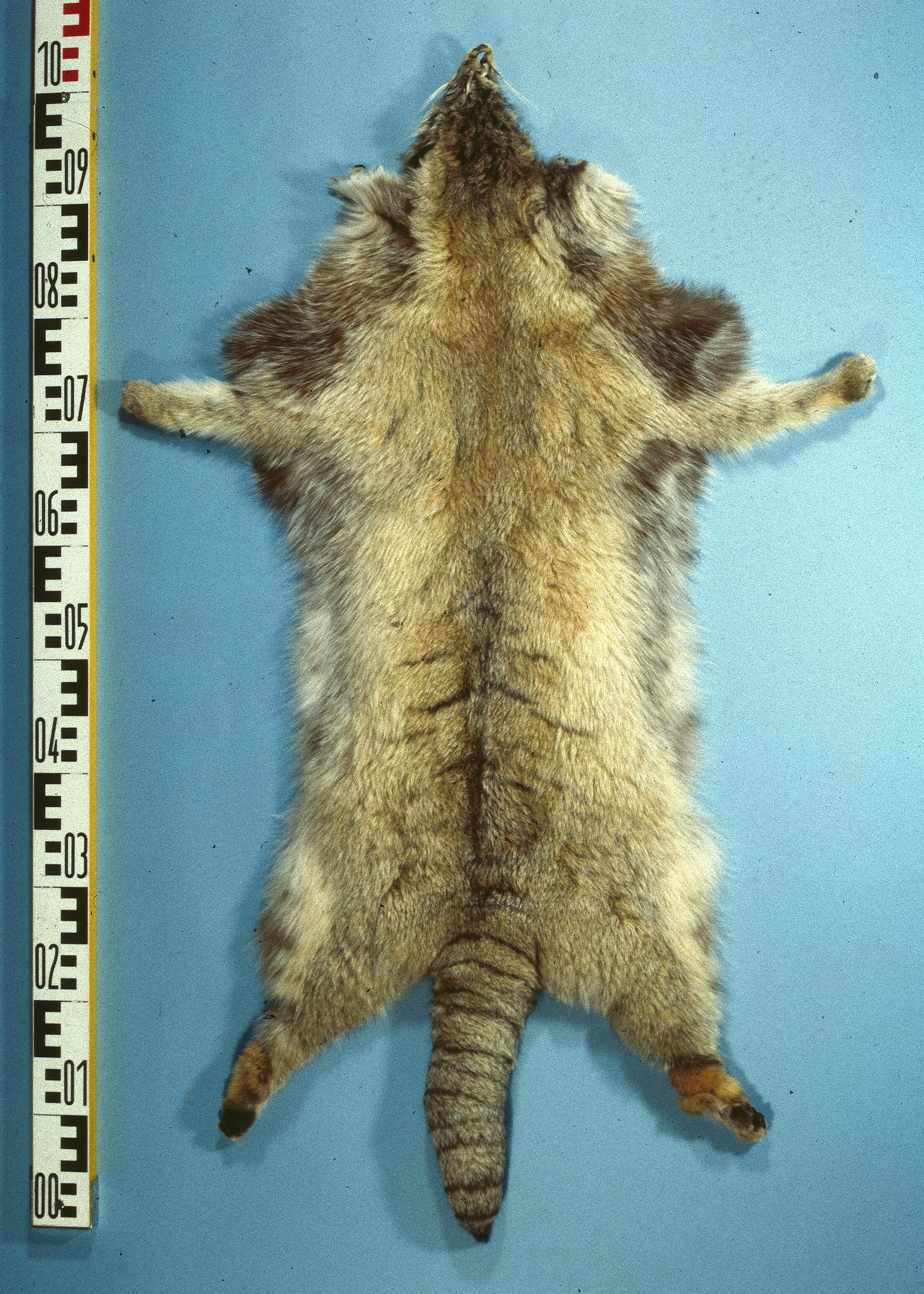
Manulfell

Vorkommen: Von Transkaukasien und dem nördlichen Iran über Afghanistan, Kasachstan, Usbekistan, Turkmenistan, Tadschikistan, Kirgisistan, Nord-Pakistan, Ladakh, Tibet und Xinjiang bis nach Südsibirien und in die Mongolei (häufig), die östlichen Grenzen der Besiedlung sind nicht bekannt.
Der Manul hat eine von allen Katzen abweichende Färbung und Zeichnung, er gleicht keiner anderen Art. Die Haarfarbe braun bis gräulich, teils rötlich, die Unterseite ist heller. Es werden eine rötliche und eine graue Farbphase unterschieden. Die Wamme und die Pfoten sind orangefarben. Es weist einige schwarze Querstreifen auf, die im dichten Haar nicht immer leicht zu sehen sind. Der geringelte Schweif ist auf der Oberseite schwarz, unterseits braun. Die Kopfrumpflänge beträgt 50 bis 65 Zentimeter, die Schwanzlänge 21 bis 31 Zentimeter.
Der Pelz ist außerordentlich langhaarig, dicht, seidig und weich. Er ist haltbar und warm. Am Rücken wachsen auf einem Quadratzentimeter 9000 Haare, am Bauch nur 800 Haare. Im Rückenfell kommen auf ein Grannenhaar 10 Wollhaare, am Bauch 6. Die Haarlänge im Rücken beträgt 7 Zentimeter, am Bauch 4,5 Zentimeter. Einzelheiten über den Haarwechsel scheinen nicht bekannt.
Das Fellaufkommen wurde im Jahr 1986 als gering angegeben, es war schon immer sehr abhängig von der Witterung. Strenge Winter dezimierten die Bestände jeweils beträchtlich. Meist wurden die Felle von der einheimischen Bevölkerung selbst verarbeitet. Der Hauptlieferant für Manulfelle war die Mongolei, aber auch dort sank das Jahresaufkommen von mitunter 50.000 Fellen zu Beginn des 20. Jahrhunderts auf weniger als 1000 Felle. Vor 1971 war es mit durchschnittlich 6700 Fellen, nach Rotfuchs und Steppenfuchs, die am häufigsten genutzte Raubtierart. In Russland betrug vor 1986 das jährliche Aufkommen 400 bis 500 Stück.
Von der Weltnaturschutzunion (IUCN) wurde der Manul (Otocolobus manul) als „gering gefährdet“ („Near Threatened“) eingestuft.
- Schutzstatus:

Felidae spp., geschützt gemäß dem Washingtoner Artenschutzübereinkommen Anhang II; nach EG-Verordnung 750/2013 Anhang B und besonders geschützt nach dem Bundesnaturschutzgesetz.
Felis manul, besonders geschützt nach dem Bundesnaturschutzgesetz.
Detaillierte Schutzdaten: Erstlistung seit dem 24. April 1977. Besonders geschützt nach dem Bundesnaturschutzgesetz seit dem 31. August 1980.

### Marmorkatze
Auch Marmelkatze.
Vorkommen: Gebirgswälder Hinterindiens von Sikkim, Bhutan, Assam, Burma, Thailand, Malakka bis Sumatra und Borneo.
Das Haarkleid der Marmorkatze ähnelt dem Nebelparderfell. Es variiert von lebhaft ockerbraun bis graubraun, die Bauchseite von hell- bis dunkelgrau. Die Fellzeichnung weist ozelotähnliche Tupfen auf, deren Innenfläche wie beim Ozelot heller ist. Die Ohren haben einen weißen Fleck. Die Marmorkatze ist wenig größer als die Hauskatze, die Kopfrumpflänge beträgt etwa 45 bis 62 Zentimeter, hinzu kommt ein 36 bis 55 Zentimeter langer, buschiger Schwanz.
Die sehr attraktiven Felle kamen nur sehr wenig auf den Markt und waren in der Pelzwirtschaft nahezu unbekannt. Sie wurden zum größten Teil von den Einheimischen genutzt.
Die Weltnaturschutzunion (IUCN) hat die Art im Jahr 2008 als „stark gefährdet“ eingestuft („Endangered“).
- Schutzstatus:

Felidae spp., geschützt gemäß dem Washingtoner Artenschutzübereinkommen Anhang I; nach EG-Verordnung 750/2013 Anhang A und besonders geschützt nach dem Bundesnaturschutzgesetz.
Felis marmorata, streng geschützt nach dem Bundesnaturschutzgesetz.
Detaillierte Schutzdaten: Erstlistung und Höchstschutz seit dem 20. Juni 1976. Besonders geschützt nach dem Bundesnaturschutzgesetz seit 31. August 1980.

### Rostkatze
Vorkommen: Südindien und Vorderindien, Ceylon.
Die Färbung der Rostkatze ist schmutziggrau bis bräunlich, sie hat ihren Namen nach den rostbraunen Fellflecken. Sie sieht der Bengalkatze sehr ähnlich, ihre Flecken sind aber weniger deutlich und machen einen verwascheneren Eindruck. Die Tupfen sind auf den Flanken in Längsreihen angeordnet, teils auch über den ganzen Körper verteilt. Die Kopfrumpflänge beträgt 35 bis 48 Zentimeter, die Schwanzlänge 15 bis 30 Zentimeter, damit gehört sie zu den kleinsten Wildkatzen.
Die Rostkatze wird von der Weltnaturschutzunion (IUCN) als „gefährdet“ eingestuft („Vulnerable“).
- Schutzstatus:

Prionailurus rubiginosus, geschützt gemäß dem Washingtoner Artenschutzübereinkommen Anhang I; nach EG-Verordnung 750/2013 Anhang A und streng geschützt nach dem Bundesnaturschutzgesetz. Während die indische Population im Anhang I des Washingtoner Artenschutzübereinkommens aufgeführt ist (absoluter Schutz), befinden sich alle übrigen Vorkommen in Anhang II.
Felidae spp., geschützt gemäß dem Washingtoner Artenschutzübereinkommen Anhang II und der EG-Verordnung 750/2013 Anhang B; besonders geschützt nach dem Bundesnaturschutzgesetz.
Detaillierte Schutzdaten: Erstlistung seit dem 24. April 1974. Höchstschutz seit dem 28. Juni 1979. Besonders geschützt nach dem Bundesnaturschutzgesetz seit 31. August 1980.

### Asiatische Goldkatze
Auch Temminckkatze, Indische Goldkatze.
Vorkommen: Tibet, Nepal, Sikkim, Assam, Hinterindien, Malaiische Halbinsel, Südchina, Sumatra.
Das Haarkleid der Asiatischen Goldkatze ist lang und dicht, teils rötlich oder schiefergrau, im Allgemeinen ohne Tupfen, nur gelegentlich mit kleinen schwarzen Tupfen im stets dunkleren Rücken. In manchen Regionen haben Asiatische Goldkatzen mehr oder weniger gut sichtbare Flecken oder Streifen. Auf den Wangen befinden sich zwei schwarze Streifen, die bis über die Augen reichen, begrenzt von je einem weißen Streifen. Die Ohren sind hinten schwarz mit einem zentralen grauen Fleck. Die Asiatische Goldkatze ist mehr als doppelt so groß wie die Hauskatze, ihre Kopfrumpflänge beträgt 66 bis 105 Zentimeter, der Schwanz ist etwa 40 bis 57 Zentimeter lang. In China sind Goldkatzen mit Flecken wie beim Leoparden gesichtet worden, die großen Bengalkatzen ähneln.
Die Asiatische Goldkatze wird von der Weltnaturschutzunion (IUCN) als („potenziell gefährdet“) eingestuft („Near Threatened“).
- Schutzstatus:

Catopuma temminckii (felis temmincki), geschützt gemäß dem Washingtoner Artenschutzübereinkommen Anhang I; nach der EG-Verordnung 750/2013 Anhang A und streng geschützt nach dem Bundesnaturschutzgesetz.
Detaillierte Schutzdaten: Erstlistung seit dem 20. Juni 1976, Höchstschutz seit dem 20. Juni 1976. Besonders geschützt nach dem Bundesnaturschutzgesetz seit 31. August 1980.

### Asiatische Wildkatze
Auch Steppenkatze, Wüstenkatze.

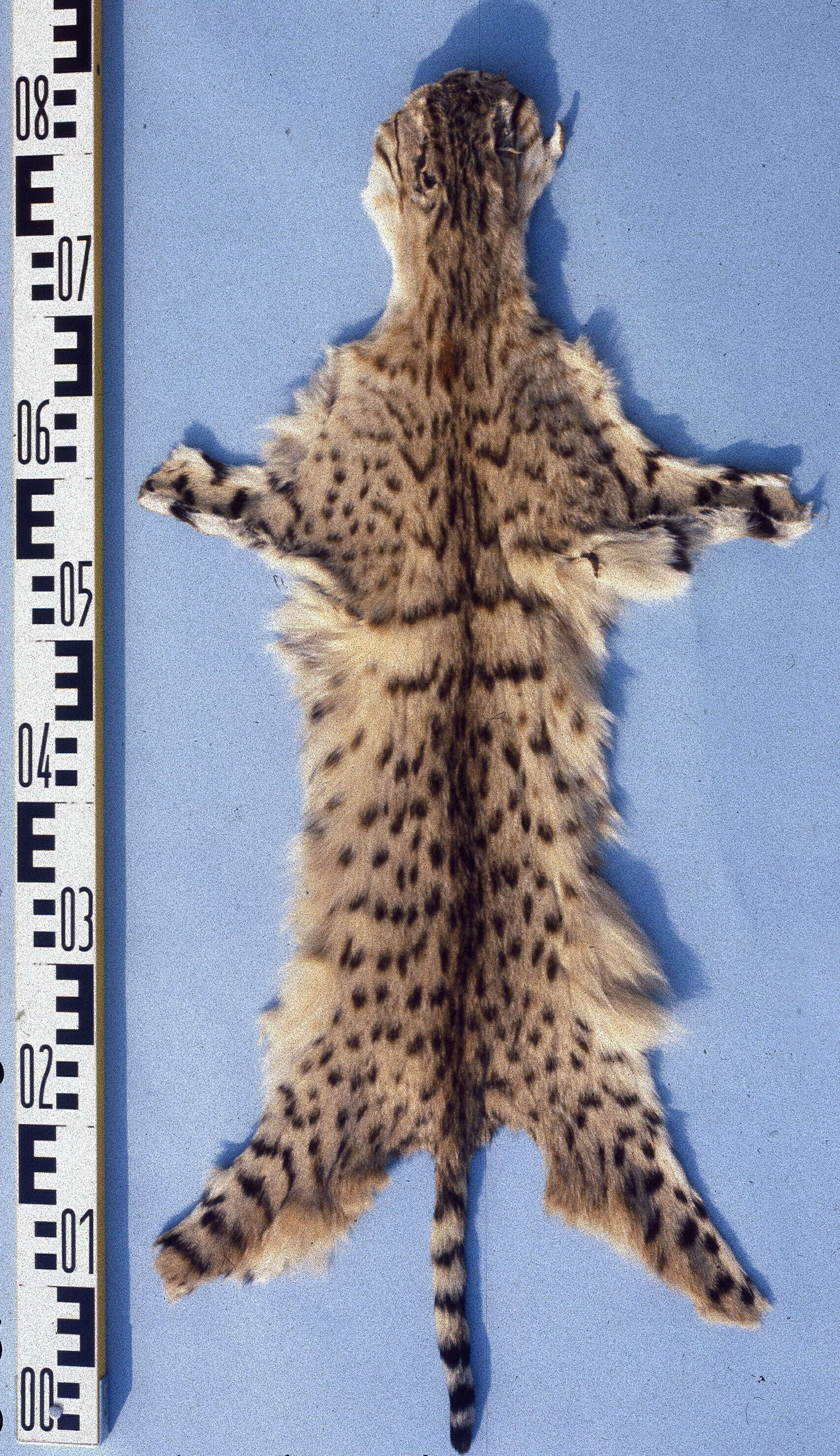
Indische Steppenkatze

Das Fell der Asiatischen Wildkatze ist gelegentlich auch als Luchskatze im Handel.
Vorkommen: Transkaspien (Turkestan, bis zur Gobi), Ostpersien, Afghanistan, nördliches Indien (Pandschab, Rajasthan bis Naypur). Vereinzelt auch westlich der unteren Wolga (südlich des Raumes Astrachan). Die genauen Grenzen sind unbekannt. Die Verbreitungsgrenze zwischen Europäischer Wildkatze und Asiatischer Wildkatze bildet der Kaukasus.
Das Haar der Asiatischen Wildkatze ist graugelblich bis braun, die Wamme ist hellgrau oder weiß. Von der ähnlichen Afrikanischen Wildkatze unterscheidet sie sich durch das eher gepunktete als gestreifte Fellmuster. Die verschieden großen, runden schwarzen Tupfen sind über den ganzen Körper sind verteilt. Der sehr lange Schwanz hat eine schwarze Spitze; die Unterseiten der Pfoten sind schwarz. Das Haar der Steppenkatze ist kürzer als das der Waldwildkatze, variiert aber je nach individuellem Alter und Jahreszeit. Das Grannenhaar ist im Sommer 51 Millimeter lang, die Wollhaare sind mit einer Länge von 35 Millimeter etwa 20 Millimeter kürzer als das der Waldwildkatze. Ähnlich dem Luchs hat sie einen, allerdings kleinen, feinen Pinsel an den Ohrspitzen.
In den Jahren 1936 bis 1939 waren die gefleckten russischen Fellvarianten sehr gefragt. Sie wurden geschoren, um so die populären südamerikanischen Tigerkatzenfelle zu imitieren.
- Schutzstatus:

Felidae spp., geschützt gemäß dem Washingtoner Artenschutzübereinkommen Anhang II.
Felis silvestris, geschützt nach der EG-Verordnung 750/2013 Anhang A sowie nach der FFH-Richtlinie EG 2013/17 Anhang IV; streng geschützt nach dem Bundesnaturschutzgesetz.
Detaillierte Schutzdaten: Erstlistung seit dem 24. April 1977. Besonders geschützt nach dem Bundesnaturschutzgesetz seit dem 31. August 1980. Höchstschutz seit dem 1. Juni 1997.

## Afrika
Die als Afrikanische Tigerkatzen bezeichneten Felle waren nur wenig im Handel, sie wurden meist in den Ländern selbst verbraucht.

### Afrikanische Goldkatze

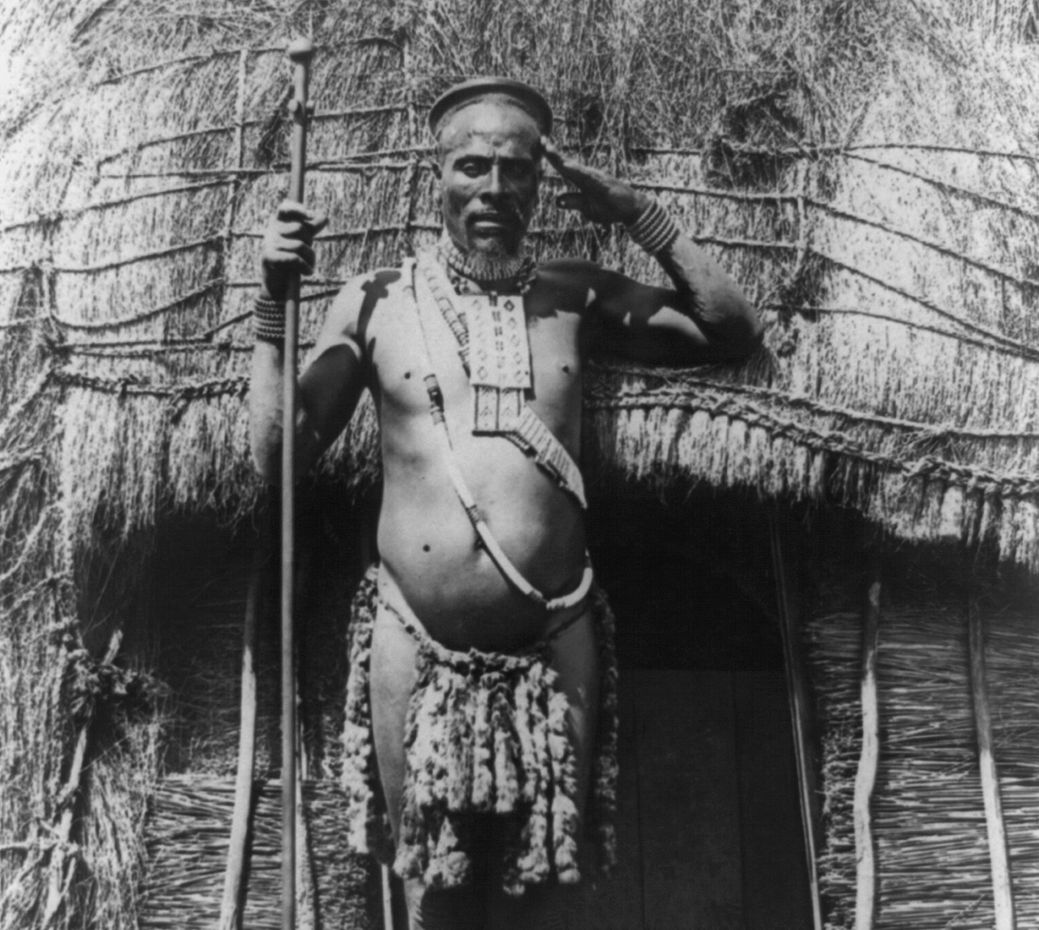
Zulu mit Schurz aus Goldkatzen- oder Ginsterkatzen-Schwänzen

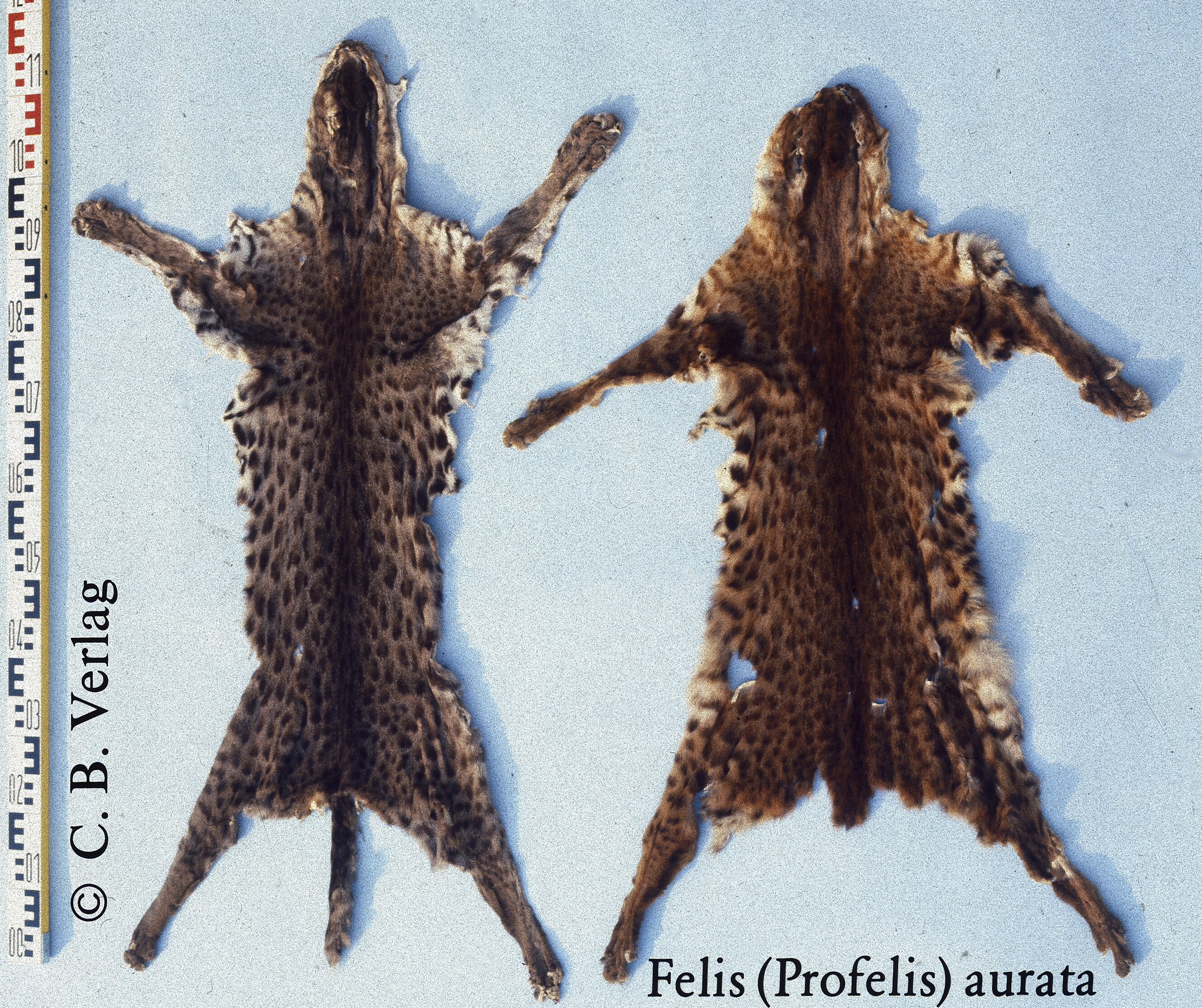
Afrikanische Goldkatzen

Vorkommen: Guinea, Sierra Leone, Madingoland (= Kenia, vom Atlantischen Ozean bis zum Tschadsee), Liberia, Goldküste, Kamerun, Kongo bis zum Ituri-Regenwald. Genaueres über das Wohnareal der im afrikanischen Regenwald beheimateten Afrikanischen Goldkatze ist nicht bekannt.
Die Grundfärbung des Felles ist sehr unterschiedlich, von kastanienbraun, fuchsrot, rehbraun, graubraun, silbergrau, tief schiefergrau bis schwarz, am häufigsten sind rotgoldene und silbergraue. Die Musterung ist etwas dunkler und verschwommen. Die Innenseite der Beine, der Bauch, die Wangen und das Kinn sind weiß, die Kehle und die Unterseite leicht angefärbt. Auf der Körperober- und -unterseite befinden sich dunkelbraune bis schwarze Flecken, der Schwanz ist oft deutlich geringelt. Die Wangen haben zwei schwärzliche Streifen, das Gesicht trägt schwarze Flecken oberhalb der Augen. Nicht selten kommen schwarze Exemplare vor. Im Vergleich zum Serval und Karakal ist der Schwanz verhältnismäßig lang, die Ohren kleiner und rund. Die Kopfrumpflänge beträgt 65 bis 90 Zentimeter, die Schwanzlänge 30 bis 45 Zentimeter, männliche Tiere sind größer als weibliche.
Das Haar ist entweder kurz, anliegend und fast rau oder ziemlich lang, lose und weich. Die Unterwolle ist dicht und fein, meist wird sie vom Oberhaar völlig abgedeckt. Die Basis der Grannen und der Unterwolle sind hell bis weiß, nur die Spitzen sind dunkel. Die Grannenhaare haben eine Länge von 16 bis 23 Millimeter, die Unterwolle von 10 bis 16 Millimeter.
Einzelheiten zur Fellqualität sind nicht bekannt. Für die Pelzwirtschaft hat das Afrikanische Goldkatzenfell keine Bedeutung. Bei manchen Pygmäenvölkern gehörten Felle und Häute der Goldkatze zur Bekleidung, der Schwanz einer Goldkatze gilt als Talisman bei der Elefantenjagd.
Die Afrikanische Goldkatze wird von der Weltnaturschutzunion (IUCN) als („gefährdet“) eingestuft („Vulnerable“).
- Schutzstatus:

Felidae spp., geschützt gemäß dem Washingtoner Artenschutzübereinkommen Anhang II; nach der EG-Verordnung 750/2013 Anhang B.
Profelis aurata, besonders geschützt nach dem Bundesnaturschutzgesetz.
Detaillierte Schutzdaten: Erstlistung seit dem 24. April 1977. Besonders geschützt nach dem Bundesnaturschutzgesetz seit dem 31. August 1980.

### Serval

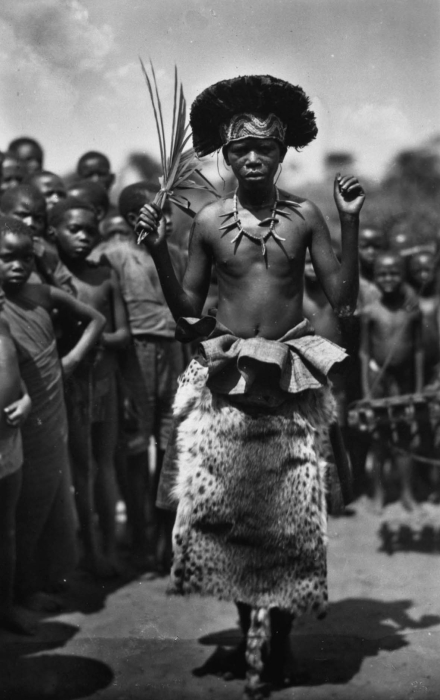
Serval-Lendenschurz eines Bakamputu-Tänzers, Kongo (zwischen 1929 und 1937)

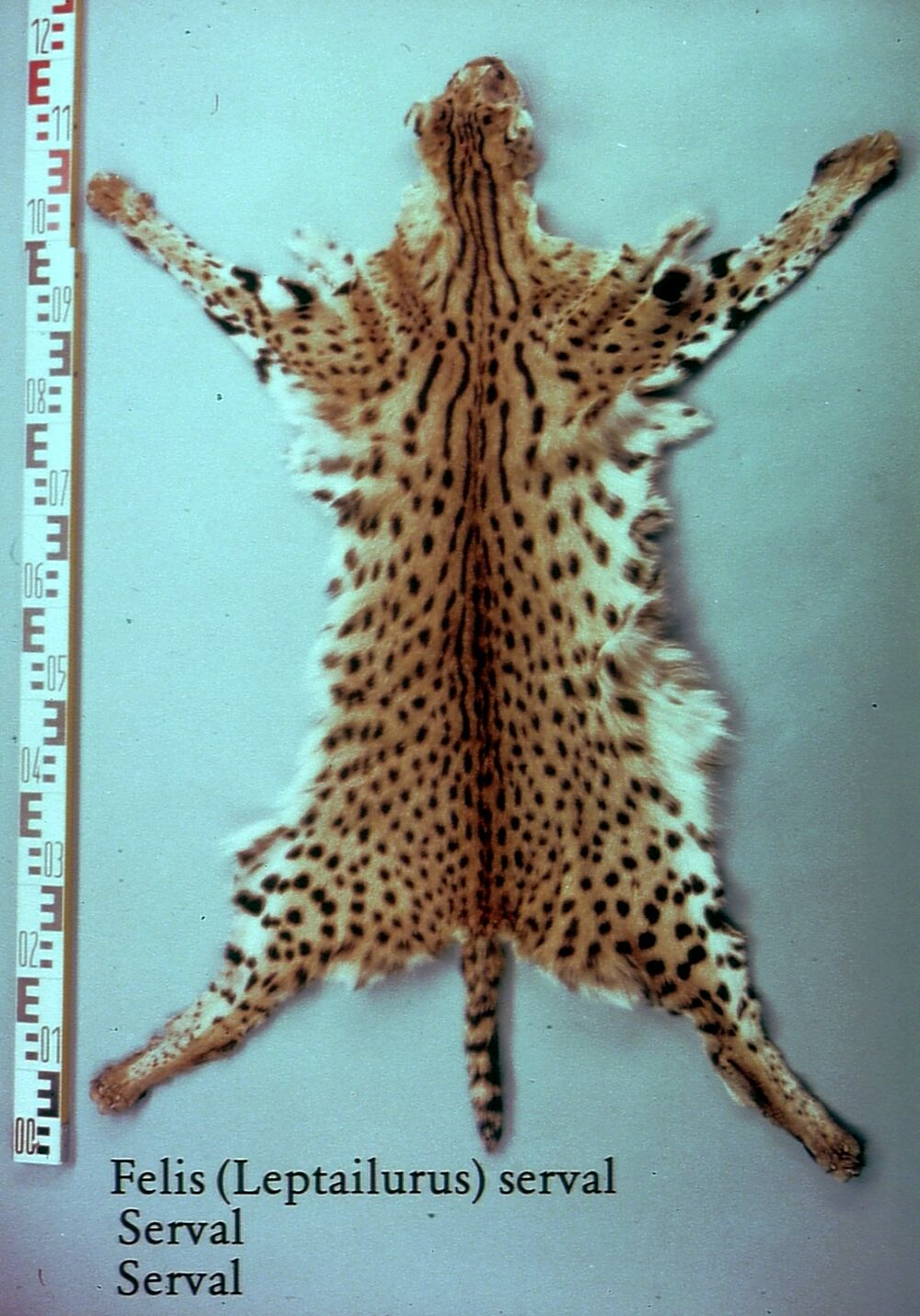
Serval
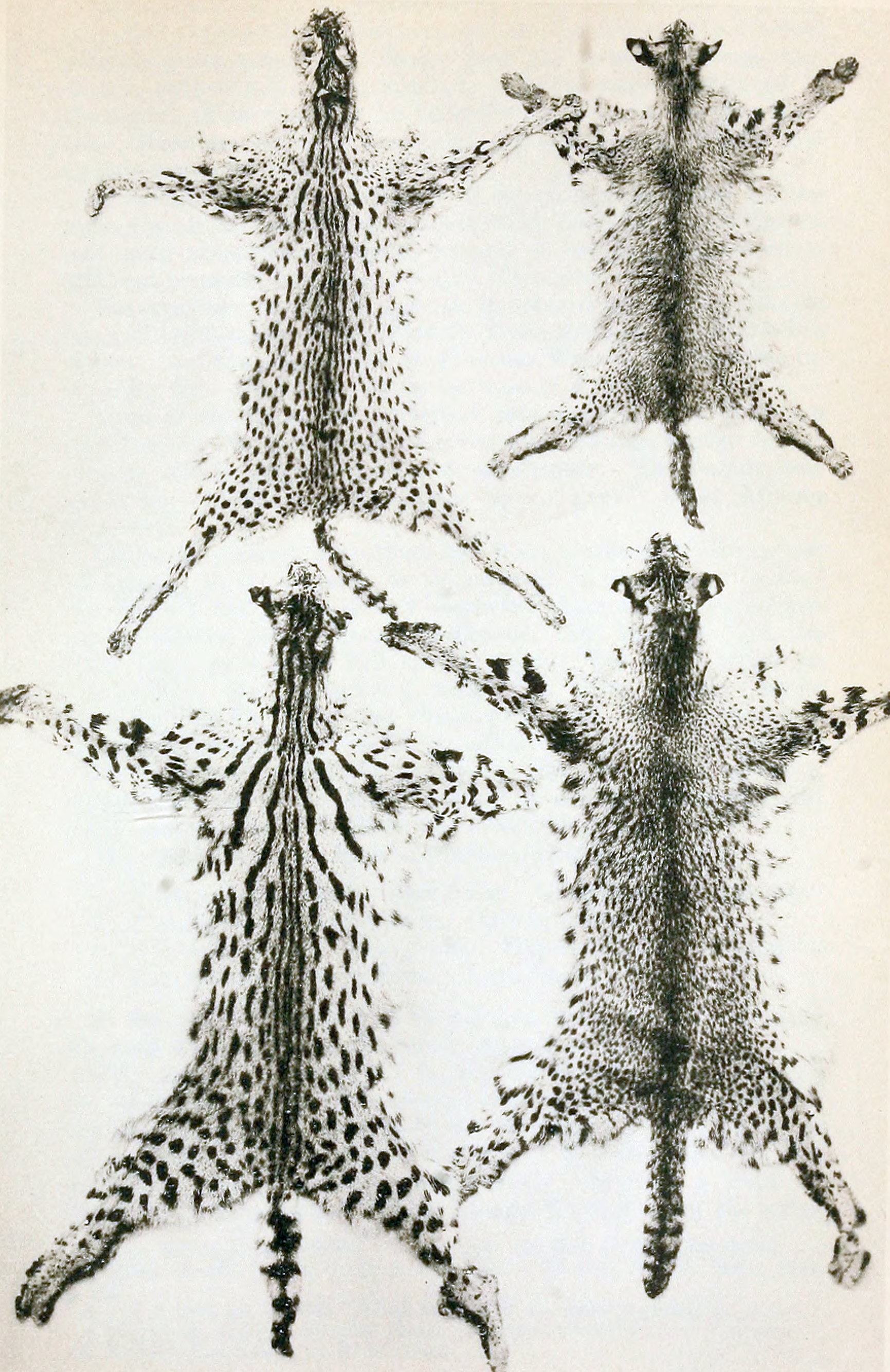
Links: Serval, oben Sierra Leone, unten Uganda rechts: Serval-Ginsterkatze, oben Uganda, unten Mombasa (Nord-Angola)

Auch Afrikanische Buschkatze, Servalkatze, mitunter Abessinische Bergkatze. Fälschlicherweise wurden als Serval und Servalkatze auch Ginsterkatzenfelle sowie die Felle der asiatischen Zibetkatze und der Fischkatze gehandelt. Auch kamen sie zu Unrecht als afrikanische Tigerkatze in den Handel. Die Serval-Ginsterkatze ist eine eigene Art aus der Familie der Schleichkatzen, die Felle sind hier mit abgebildet, sie werden hier jedoch nicht beschrieben.
Vorkommen: Steppengebiete in Westafrika, Südafrika und Ostafrika sowie in Algerien.
Die Grundfärbung des Servals ist sehr variabel. Felle aus trockenen Steppengebieten haben eine hellere Färbung mit großen Flecken, aus feuchteren Waldarealen eine dunkle Grundfarbe mit kleinen, punktförmigen Flecken, die stellenweise sogar stark reduziert sind (beispielsweise die Unterart liposticta). Auf dem Rücken laufen die braunen bis schwarzbraunen Flecken zu einem breiten Streifen zusammen. Es treten auch Schwärzlinge auf. Der Körper ist schlank. Die Kopfrumpflänge beträgt 70 bis 100 Zentimeter, die Schwanzlänge 35 bis 40 Zentimeter. Die Beine sind sehr lang, innerhalb der Katzenfamilie hat keine andere Art längere Beine. Der Kopf ist klein, die Ohren sind groß und rund.
Das Servalfell ist etwas rau und trocken. Es gilt als weniger wertvoll. Die Anzahl der überregional gehandelten Felle war gering, auch deshalb, weil sie in Ostafrika ein Attribut der Häuptlingswürde bilden.
Die Gesamtpopulation des Servals wird von der Weltnaturschutzunion (IUCN) als „nicht gefährdet“ eingestuft („Least Concern“).
- Schutzstatus:

Felidae spp., geschützt gemäß dem Washingtoner Artenschutzübereinkommen Anhang II; nach der EG-Verordnung 750/2013 Anhang B.
Leptailurus serval, besonders geschützt nach dem Bundesnaturschutzgesetz.
Detaillierte Schutzdaten: Erstlistung seit dem 20. Juni 1976. Besonders geschützt nach dem Bundesnaturschutzgesetz seit dem 31. August 1980.

### Pardelroller oder Fleckenroller

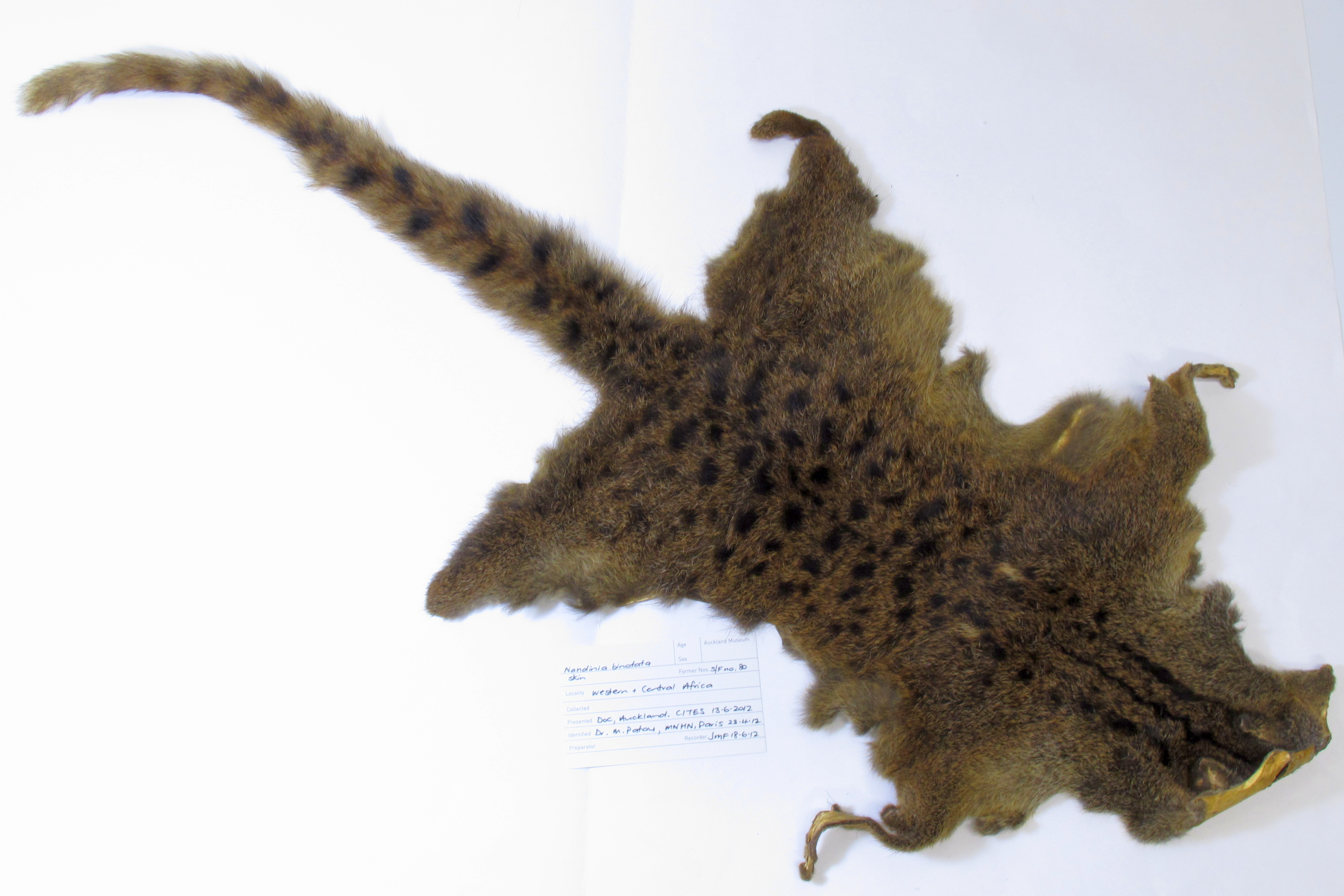
Pardelroller

Das Fell des in den Waldgebieten des westlichen und zentralen Afrikas vorkommenden Pardel- oder Fleckenrollers ist 85 Zentimeter lang, hinzu kommt der Schwanz mit 40 bis 45 Zentimeter. Die Färbung ist, je nach Verbreitungsgebiet, dunkelgrau oder braungrau, teils auch gelblichschwarz oder gelblichbraun mit einer mehr oder weniger lebhaften Flecken- oder Streifenzeichnung. Der Schwanz ist buschig und mit 9 bis 15 dunklen Ringen versehen. Die Behaarung ist meist dicht, weich und kurz. Entlang des Nackens verlaufen drei bis fünf dunkle Längsstreifen. Am Rücken, in Höhe der Vorderpfoten, befinden sich nebeneinander zwei auffällige, weißlich-gelbe Flecken. Der Kopf ist breit, die Schnauze zugespitzt. Die Ohren sind klein und abgerundet, hinter jedem Ohr befindet sich ein dunkler Fleck. Die Gliedmaßen sind kurz und kräftig.
Die Bestände sind mancherorts zurückgegangen, insgesamt ist die Art jedoch weit verbreitet und laut IUCN „nicht gefährdet“ (least concern).

### Schwarzfußkatze

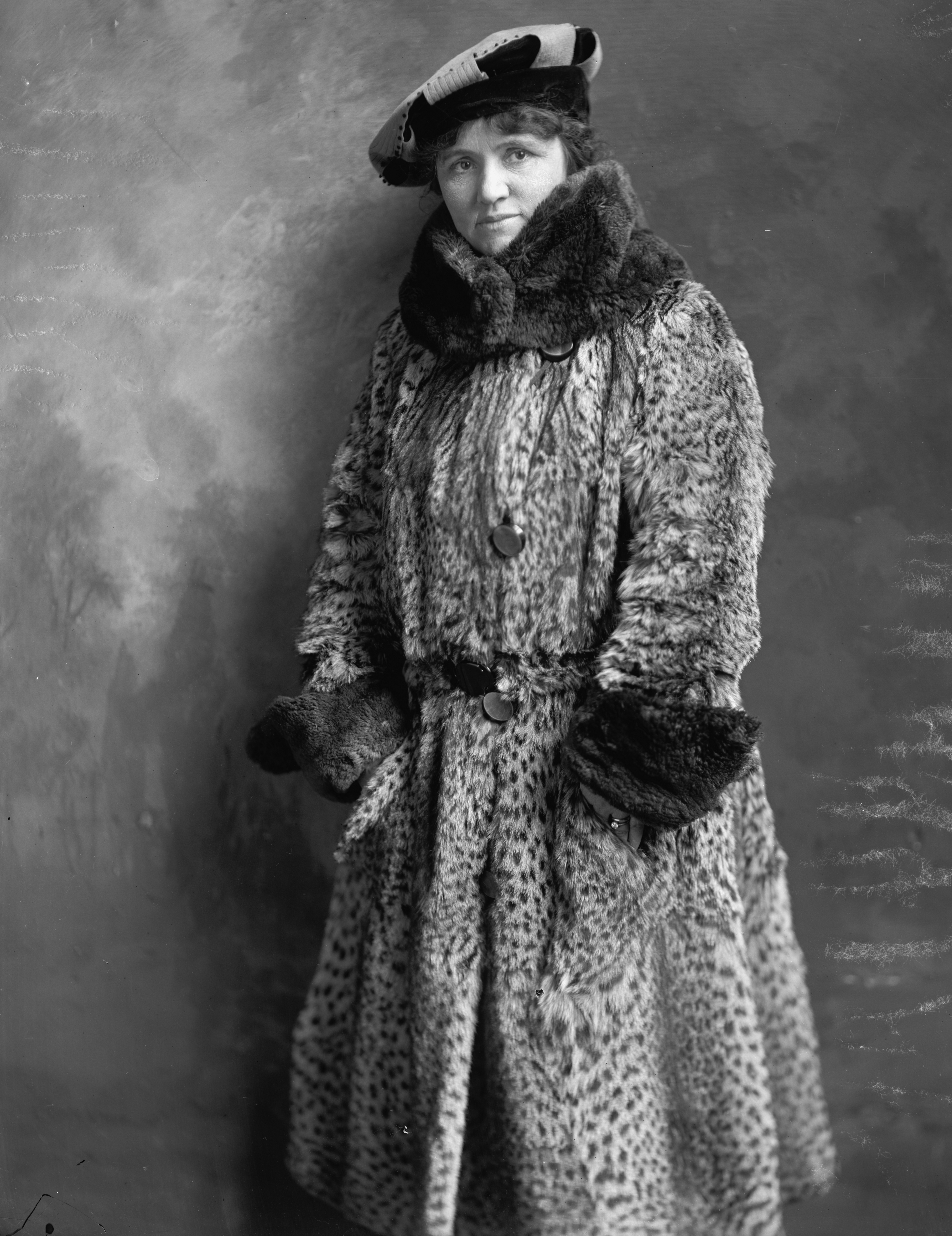
Wildkatzenmantel mit Nutria (1905)

Auch Karrookatze.

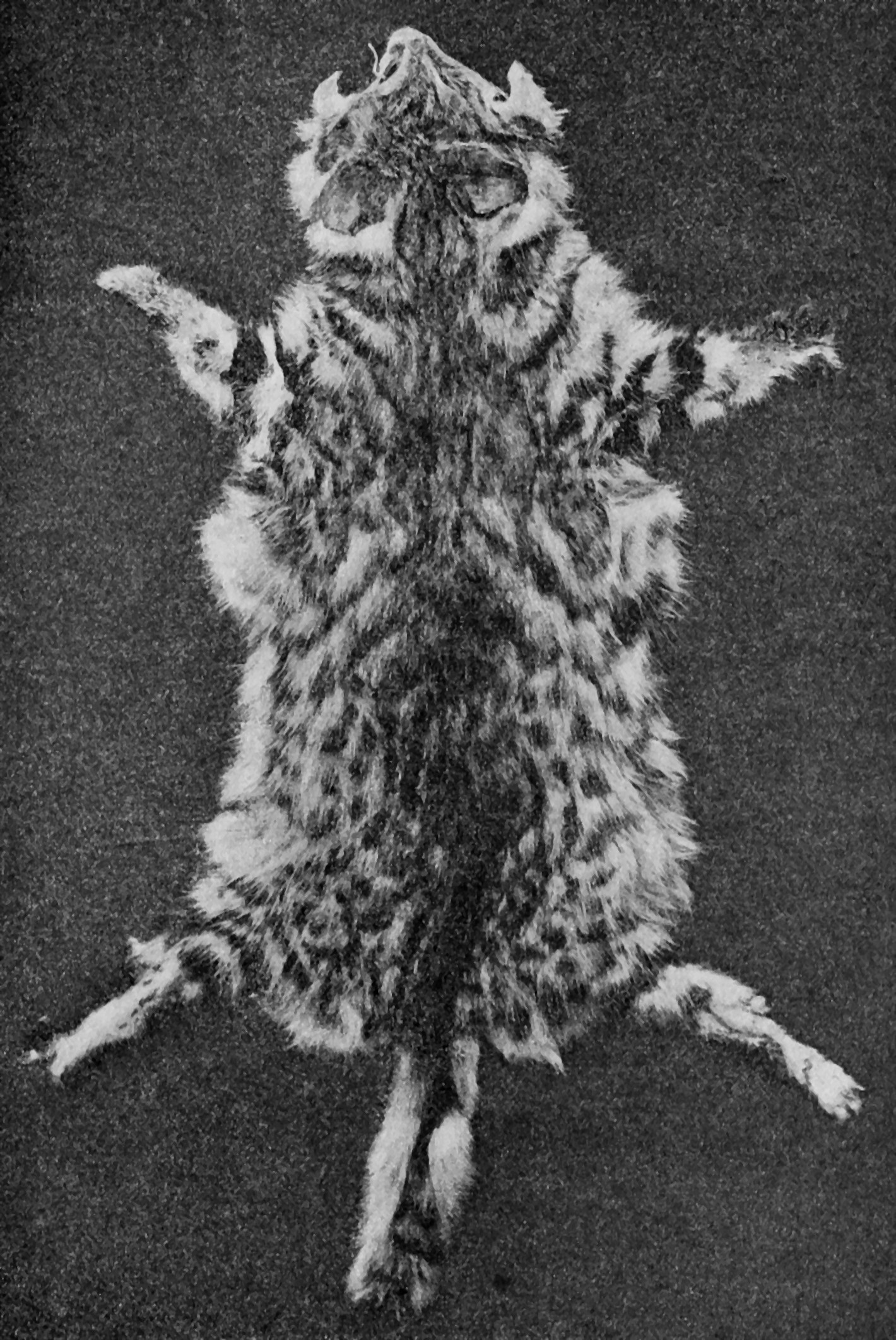
Schwarzfußkatze

Vorkommen: Nur aus der Kalahari, Betschuanaland und Karoo bekannt geworden.
Die kontrastreiche Färbung der Schwarzfußkatze variiert zwischen sandfarben, dunkelockergelb bis braunrot, im Winter blasser und grauer. Der Bauch ist hellgrau bis weiß. Die Zeichnung besteht aus blassen, braunen bis tiefschwarzen Flecken, die zu Längsreihen angeordnet sind. Der Name Schwarzfußkatze ist etwas irreführend, denn lediglich die Fußsohlen mit Haarpolster sind auf ganzer Länge schwarz. Der Schwanz ist dünn, spitz zulaufend mit Querringen und schwarzer Spitze. Die Schwarzfußkatze ist eine der kleinsten wildlebenden Katzenarten weltweit. Männliche Tiere werden von Kopf bis Rumpf etwa 37 bis 50 Zentimeter groß mit einem 15 bis 20 Zentimeter langen Schwanz; weibliche sind kleiner, ihre Kopfrumpflänge beträgt 34 bis 37 Zentimeter, der Schwanz 15 bis 20 Zentimeter.
Für die Pelzwirtschaft ist das Fell des sehr seltenen Tieres nicht nutzbar.
Die Schwarzfußkatze, sie gilt als eine der am wenigsten erforschte Katzen, wurde von der Weltnaturschutzunion (IUCN) erst 2002 als „gefährdet“ eingestuft („Vulnerable“).
- Schutzstatus:

Felis nigripes, geschützt gemäß dem Washingtoner Artenschutzübereinkommen Anhang I; nach der EG-Verordnung 750/2013 Anhang A und streng geschützt nach dem Bundesnaturschutzgesetz.
Detaillierte Schutzdaten: Erstlistung und Höchstschutz seit dem 20. Juni 1976. Besonders geschützt nach dem Bundesnaturschutzgesetz seit 31. August 1980.

## Mittel- und Südamerika
Von allen Katzenarten am meisten gefragt waren südamerikanische Felle, vor allem die mit ozelotähnlicher Zeichnung. Wobei zwischen einer braunen Sorte mit mittlellangem Haar und einer blauen, flacheren, besonders gut gezeichneten Sorte unterschieden wurde.
Am Fellmarkt in Buenos Aires wurden in Bezug auf den argentinischen Fellmarkt folgende Herkommen differenziert:
a) Patagonien: sehr groß, die beste Sorte
b) Provinz Buenos Aires: gut in der Qualität
c) Provinz Mendoza: kleine Sorte
San Luis, San Juan, Córdoba, nördliche Territorien.

### Chilenische Waldkatze
Auch Kodkod oder Nachtkatze.
Vorkommen: Wälder Zentral- und Südchiles und der angrenzende Teil Argentiniens. Auch auf den Inseln vor der chilenischen Küste, beispielsweise Chiloé.
Die Chilenische Waldkatze ist – neben der afrikanischen Schwarzfußkatze – eine der kleinsten aller wildlebenden Katzenarten, und zugleich die kleinste Katzenart Südamerikas; sie entspricht in ihrer Größe einer kleinen Hauskatze. Sie hat eine Kopfrumpflänge von 39 bis 50 Zentimeter.
Die Pfoten sind breit, der Schwanz ist etwa 20 bis 25 Zentimeter lang und dick und buschig; er ist kürzer als der weniger buschig ausgebildete Schwanz der Kleinfleckkatze. Der Schwanz ist durch mehrere schmale schwarze Ringe gezeichnet. Das Fell ist grau-braun, beigefarben, rötlich-braun oder dunkel rötlich-braun und mit kleinen schwarzen Punkten und Flecken bedeckt, die im Bereich des Gesichts und Nackens auch streifenartig mit Unterbrechungen sein können. Das Gesicht ist durch einen schwarzen seitlichen Streifen an der Schnauze, eine weiße Linie oberhalb der Augen, eine unterbrochene schwarze auf der Stirn und zwei schwarze Seitenlinien gekennzeichnet, die bis unterhalb des Ohrs verlaufen; ein weniger ausgedehnter dritter Streifen verläuft etwa parallel und zwischen dem oberen und unteren Seitenstreifen. Eher unauffällige Augenbrauenlinien und dunkle Bänder reichen von der Seite der Nase bis zu den Ohren. Die Oberseite des Kopfes ist gesprenkelt und leicht schwärzlich. Die Nase ist tiefschwarz und die Augen sind braun. Die Rückseite der tief ansetzenden Ohren ist schwarz mit einem auffälligen weißen Fleck. Der Nacken ist durch eine undeutliche schwarze Mittellinie und zwei Paare klar definierter schwarzer Seitenlinien gekennzeichnet. Eine dritte, weniger ausgeprägte Seitenlinie verläuft von der seitlichen Basis jedes Ohrs. Schmale schwarze, unzusammenhängende Mittellinien verlaufen bis zur Höhe des Rumpfes und gehen auf den Schultern und Flanken in Rosetten mit dunklen, violetten Zentren über. Rein melanistische Tiere (Schwärzlinge) kommen bei dieser Art häufig vor, vor allem in höheren Berglagen. Auf Chiloé und dem Chonos-Archipel ist die schwarze Form die Hauptform.
Die Chilenische Waldkatze wird von der Weltnaturschutzunion (IUCN) als „stark gefährdet“ geführt („Endangered“).
- Schutzstatus:

Leopardus jacobitus (felis guigna), geschützt gemäß dem Washingtoner Artenschutzübereinkommen Anhang I; nach der EG-Verordnung 750/2013 Anhang A und streng geschützt nach dem Bundesnaturschutzgesetz.
Detaillierte Schutzdaten: Erstlistung und Höchstschutz seit dem 20. Juni 1976. Besonders geschützt nach dem Bundesnaturschutzgesetz seit 31. August 1980.

### Bergkatze, Andenkatze
Auch Bergkatze.
Vorkommen: In den hohen Anden vom Süden Perus über den Südwesten Boliviens, im Nordosten Chiles und im Norden Argentiniens.
Das Fell der Bergkatze ist dicht und langhaarig, die Farbe silbergrau, auf dem Rücken aschgrau. Die Zeichnung zeigt unregelmäßig verteilte ockerbraune bis orangegelbe Flecken. Der Schweif ist sehr lang mit breiten Ringen. Die Andenkatze ist etwa so groß wie eine große Hauskatze, mit einer Kopfrumpflänge von 70 bis 75 Zentimeter und einer Schwanzlänge von etwa 43 Zentimeter. Sie ähnelt stark der in derselben Region lebenden Pampaskatze.
Die Berg- oder Andenkatze wird als seltenste Katzenart Südamerikas von der Weltnaturschutzunion (IUCN) als „stark gefährdet“ geführt („Endangered“).
- Schutzstatus:

Leopardus jacobitus, geschützt gemäß dem Washingtoner Artenschutzübereinkommen Anhang I; nach der EG-Verordnung 750/2013 Anhang A und streng geschützt nach dem Bundesnaturschutzgesetz.
Detaillierte Schutzdaten: Erstlistung und Höchstschutz seit dem 20. Juni 1976. Besonders geschützt nach dem Bundesnaturschutzgesetz seit 31. August 1980.

### Kleinfleckkatze

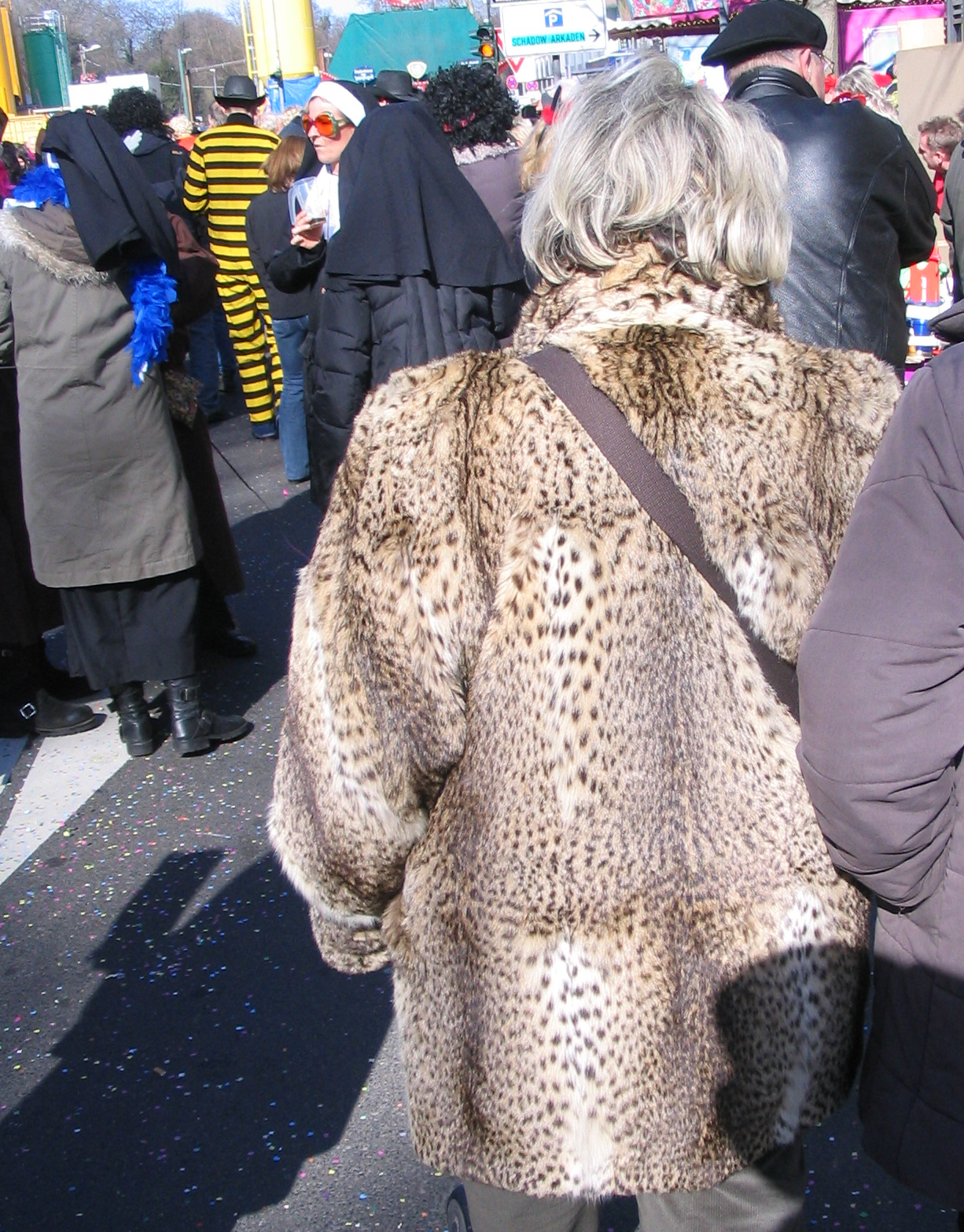
Kleinfleckkatzen-Jacke (2011)

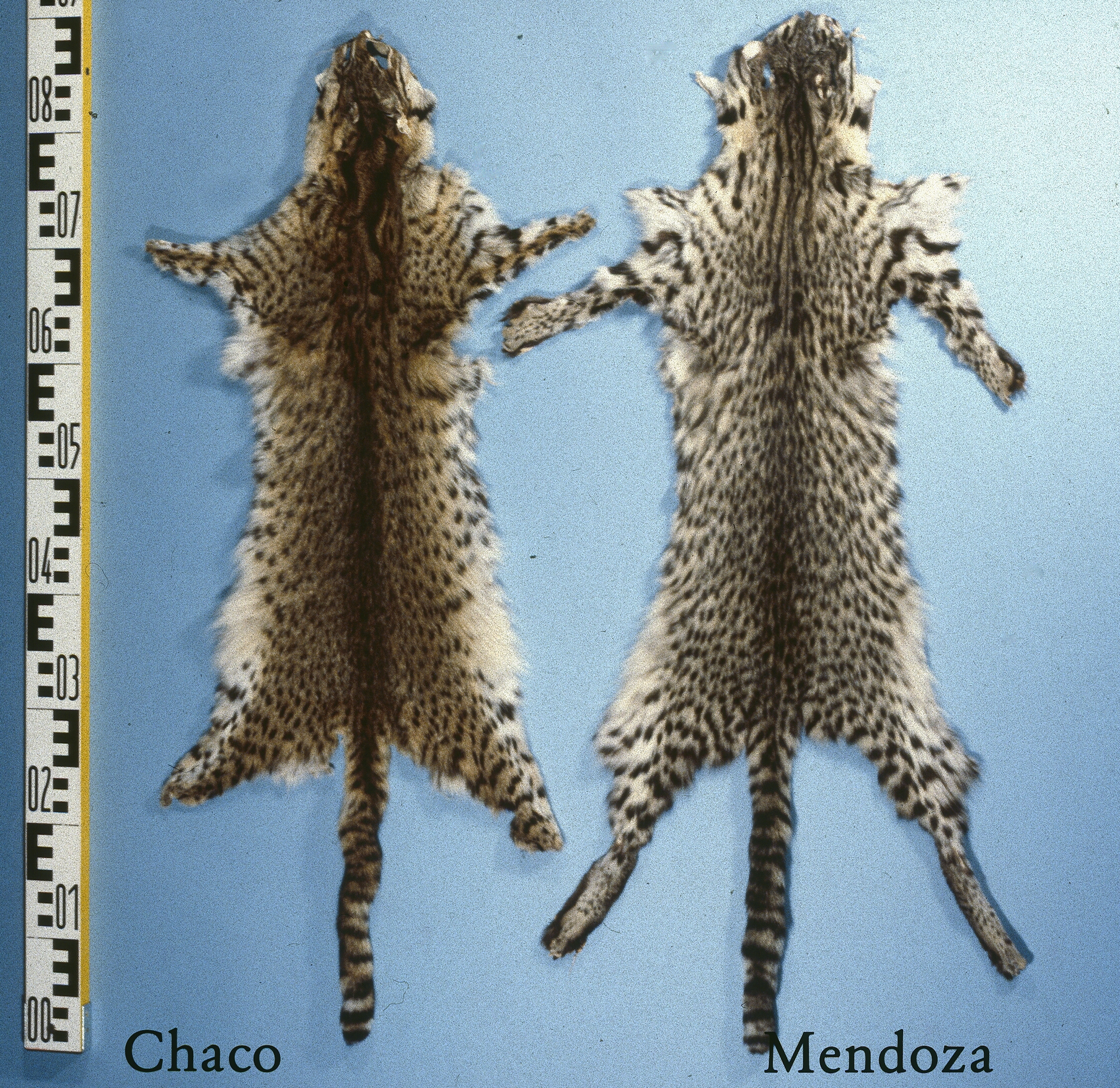
Kleinfleckkatzen, links Chaco, rechts Mendoza

Auch Buschkatze, Geoffroykatze (Geoffreykatze), Salzkatze, Chacokatze, Mendozakatze.
Vorkommen: In Südamerika im Nördlichen Chaco (Bolivien, Paraguay), Argentinien bis Feuerland.
Die Kopfrumpflänge der Kleinfleckkatze oder Salzkatze beträgt 45 bis 70 Zentimeter, die Schwanzlänge 26 bis 35 Zentimeter. Felle aus den südlichen, kälteren Gebieten sind größer als die aus dem Norden des Verbreitungsgebiets. Das Haarkleid ist unterschiedlich, ähnlich dem Ozelot und der Ozelotkatze: sehr lang und fein; silbergrau, übersät mit kleinen, unregelmäßig verteilten schwarzen Flecken und länglichen Streifen am Hals. Bei den nördlicheren Unterarten findet sich häufig eine Rosettenbildung im Schulterbereich. Auf dem Kopf verschmelzen schwarze Fleckenreihen zu Streifen. Der Grundton bei den nördlichen Formen ist ockerfarben, nach Süden wandelt er sich über grau zu silbergrau bei den Kleinfleckkatzen Patagoniens. Der Schwanz ist quergebändert. Es kommen Schwärzlinge vor. In der Größe entspricht die Kleinfleckkatze einer großen, männlichen Hauskatze. Die Kopfrumpflänge beträgt 60 Zentimeter, hinzu kommen 30 Zentimeter Schwanz.
Die Fellqualität variiert im Verbreitungsgebiet, die südlichen Formen sind wertvoller. Einzelheiten über den Fellwechsel scheinen nicht bekannt.
Von der Weltnaturschutzunion (IUCN) wird die Kleinfleckkatze als „ungefährdet“ eingestuft („Least Concern“).
- Schutzstatus:

Leopardus geoffroyi, geschützt gemäß dem Washingtoner Artenschutzübereinkommen Anhang I; nach der EG-Verordnung 750/2013 Anhang A streng geschützt nach dem Bundesnaturschutzgesetz.
Detaillierte Schutzdaten: Erstlistung seit dem 24. April 1977. Besonders geschützt nach dem Bundesnaturschutzgesetz seit dem 31. August 1980. Höchstschutz seit dem 20. Juli 1992.

### Langschwanzkatze, Peludo

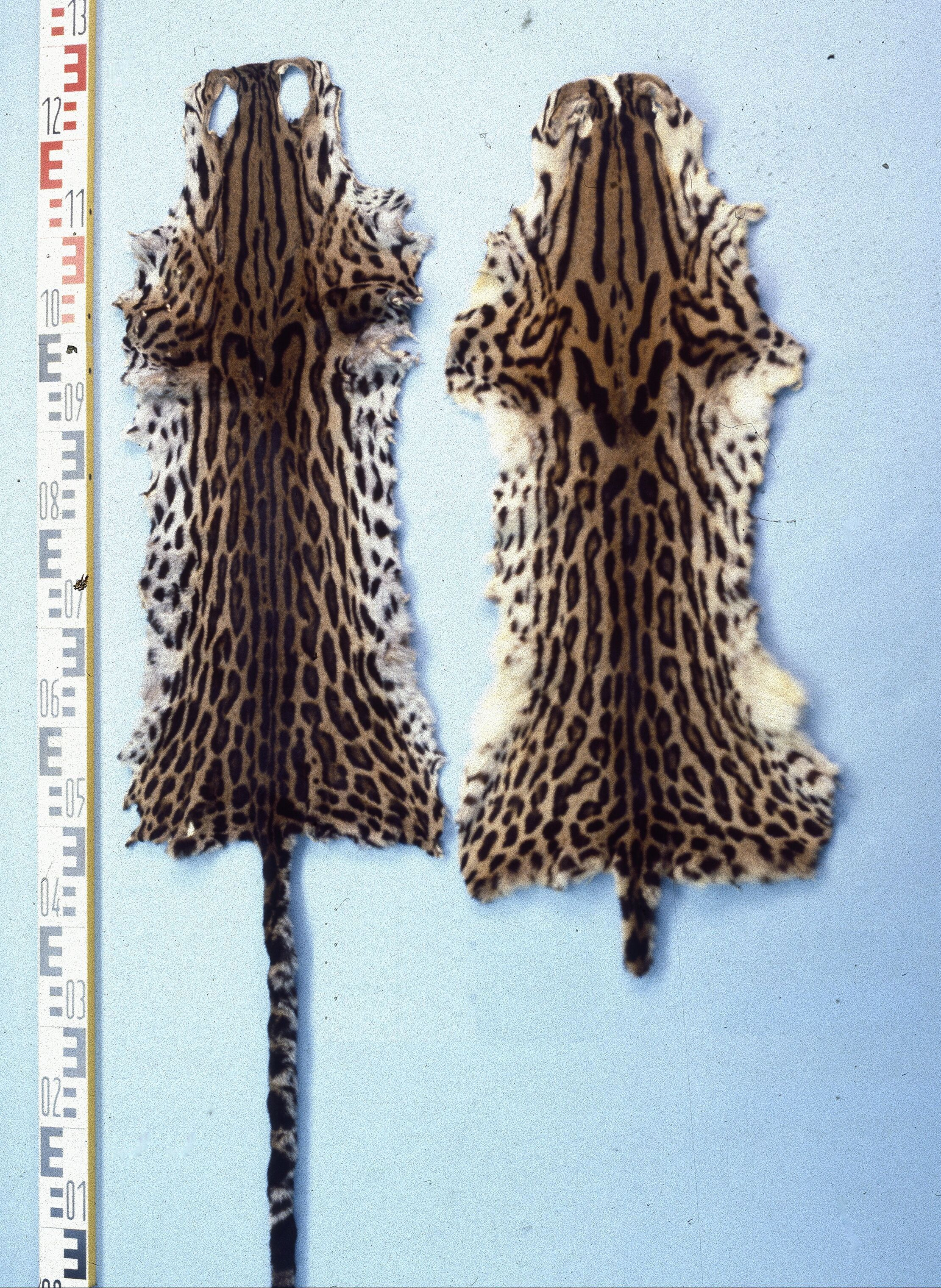
Peludo, links Kolumbien, rechts Brasilien

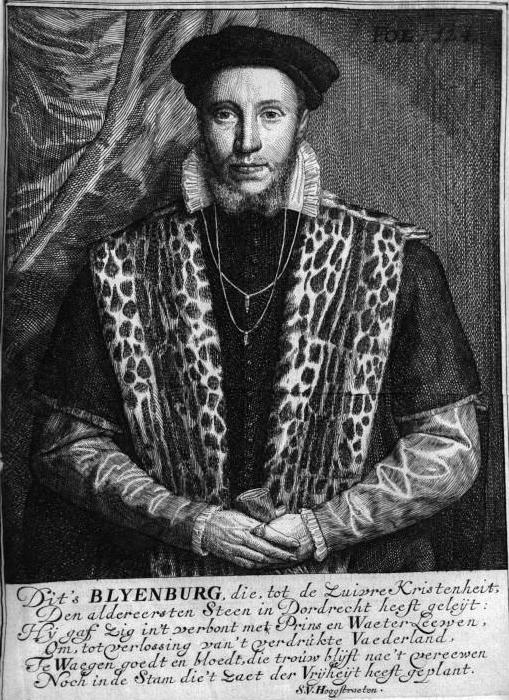
Adriaan van Blyenburg mit peludobesetzter Schaube (1617)
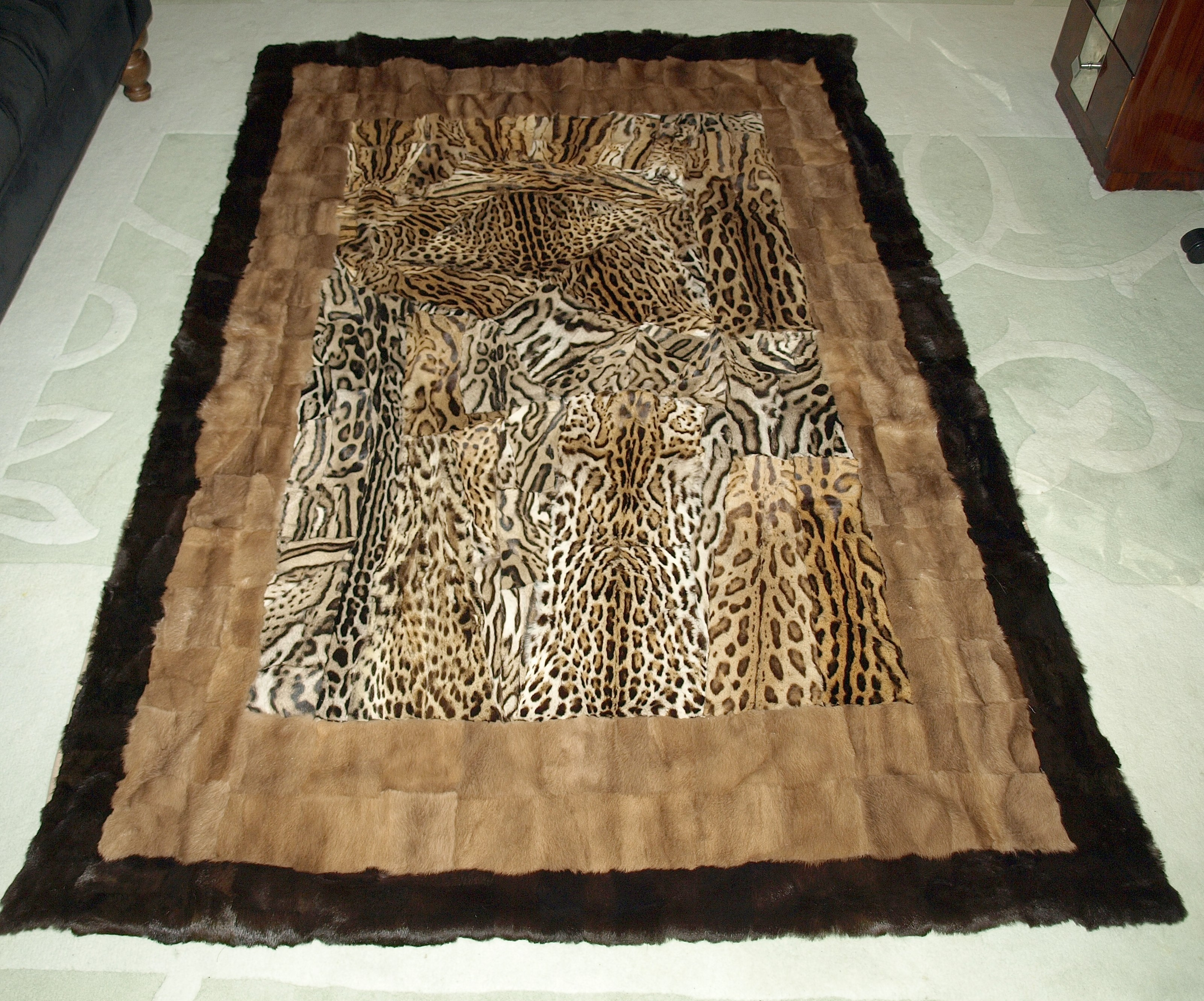
Peludo-, Ozelot- und Nerzkonfektion, umgestaltet zu einer Decke (2010)

Auch Baumozelot, kleiner Ozelot, Margay, Tigerkatze (fälschlich). Die Felle der Langschwanzkatze waren als Peludos, auch als Bergozelot im Handel.
Vorkommen: Mexiko bis Rio Grande do Sul (Brasilien) sowie nördliches Paraguay, vorwiegend jedoch in Brasilien. Die genauen Grenzen des Vorkommens sind nicht bekannt.
Die Felle ähneln sehr dem größeren Ozelot, auch dem der kleineren Ozelotkatze. Ein deutliches Unterscheidungsmerkmal ist der eine Nackenwirbel im Gegensatz zum Ozelot mit zwei Wirbeln. In der Regel ist das Haar weniger straff anliegend als beim Ozelot.
Sie erreichen eine Kopfrumpflänge von 46 bis 79 Zentimeter, der Schwanz wird zwischen 33 und 51 Zentimeter lang. Die dunklen Vollflecken der Jungen bekommen erst später die für Alttiere charakteristischen hellen Innenhöfe, sie bleiben aber dunkler als die Grundfarbe. Die Grundfärbung ist hell- bis sandockerfarben, sehr leuchtend, bei nördlichen Formen mehr grau. Die Fellmitte zeigt in Längsrichtung schwärzliche bis schwarze Ringflecken in Längsrichtung, die Unterseite mit schwarzen Flecken in Quermusterung. Die Bauchseite, Kinn und Kehle und die Innenseite der Beine sind weiß. Die langgestreckten Flecken an den Körperseiten können zu Längsbändern verschmelzen. Die abgerundeten Ohren tragen auf ihrer schwarzen Rückseite einen weißen Zentralfleck.
Die Fellqualität ist ähnlich der des Ozelots. Einzelheiten über den Haarwechsel liegen nicht vor.
Von der Weltnaturschutzunion (IUCN) wird die Langschwanzkatze als „gering gefährdet“ eingestuft („Near Threatened“).
- Schutzstatus:

Leopardus wiedii, geschützt gemäß dem Washingtoner Artenschutzübereinkommen Anhang I; nach der EG-Verordnung 750/2013 Anhang A und streng geschützt nach dem Bundesnaturschutzgesetz.
Detaillierte Schutzdaten: Erstlistung seit dem 20. Juni 1976. Besonders geschützt nach dem Bundesnaturschutzgesetz seit 31. August 1980, Höchstschutz seit dem 18. Januar 1990. Die Unterarten Leopardus wiedii nicaraguae und Leopardus wiedii salvinia wurden bereits seit dem 20. Juni 1976 in Anhang I WA geschützt. Für Leopardus wurde damals das Synonym Felis genutzt.

### Ozelot

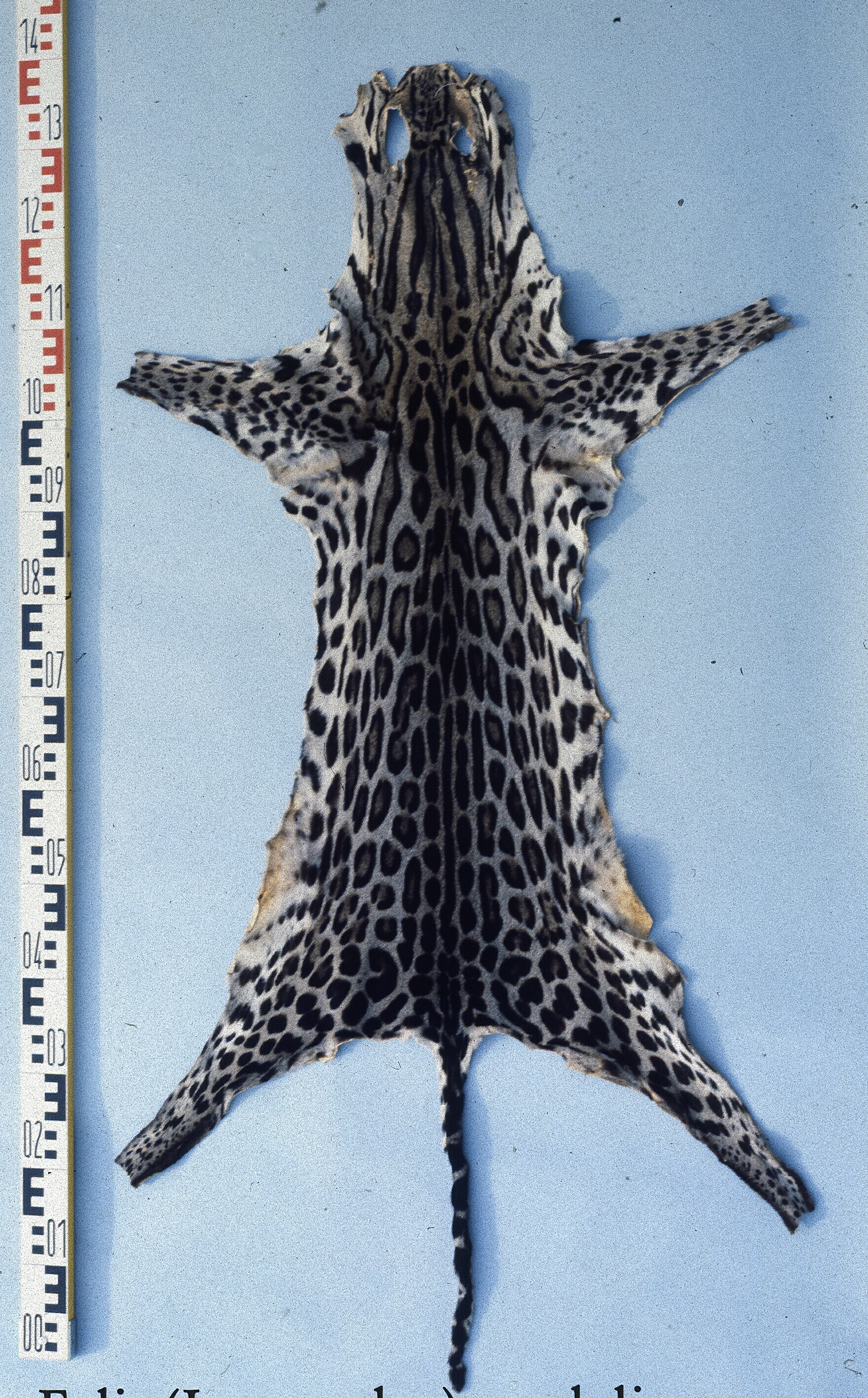
Mexikanisches Ozelotfell
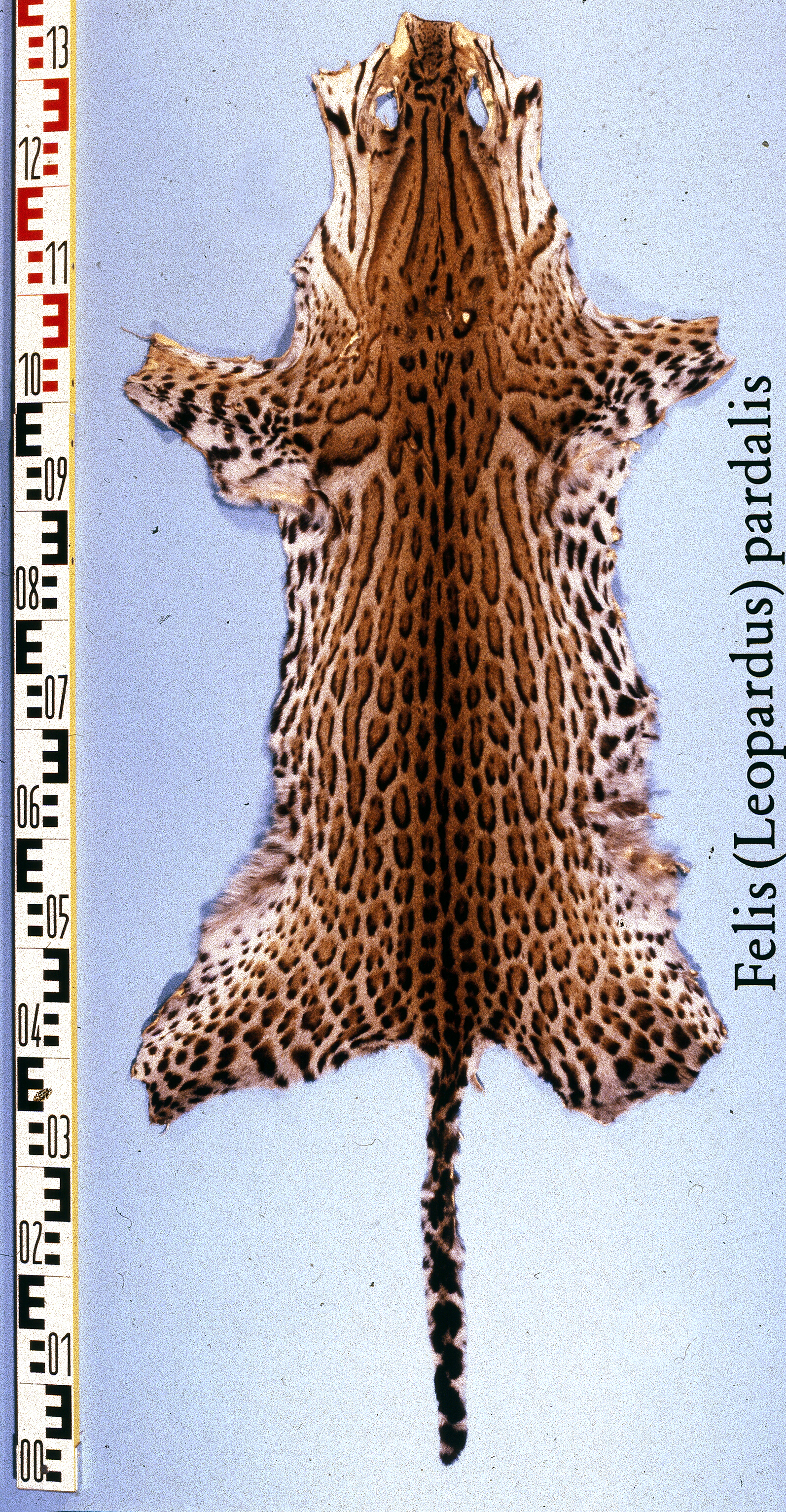
Brasilianisches Ozelotfell

Die Pelzmode interessierte sich erst recht spät für das Ozelotfell, nicht nur unter den Kleinkatzenarten einer der attraktivsten Pelze. In den 1920er-Jahren fand es noch kaum Beachtung. Erfüllte es anfangs bloß als Wagendecke seinen Zweck, hieß es 1934 bereits, dass es allein wie auch in Kombination wie etwa Biber, Nutria oder Fuchs und Waschbär wirkt und jetzt die Sehnsucht der Frau als schönstes Bekleidungsstück bildet. Bis in die Zeit nach dem Zweiten Weltkrieg war Ozelot dann für Damenbekleidung derart gefragt, dass die Gefahr der Ausrottung bestand. Der Ozelot ist heute streng geschützt.
- Schutzstatus:

Leopardus pardalis, geschützt gemäß dem Washingtoner Artenschutzübereinkommen Anhang I; nach der EG-Verordnung 750/2013 Anhang A und streng geschützt nach dem Bundesnaturschutzgesetz.
Detaillierte Schutzdaten: Erstlistung seit dem 20. Juni 1976. Besonders geschützt nach dem Bundesnaturschutzgesetz seit dem 31. August 1980, Höchstschutz seit dem 18. Januar 1990. Die Unterarten Leopardus pardalis mearnsi und Leopardus pardalis mitis wurden bereits seit dem 20. Juni 1976 in Anhang I WA geschützt. Für Leopardus wurde damals das Synonym Felis genutzt.

### Ozelotkatze, Tigerkatze

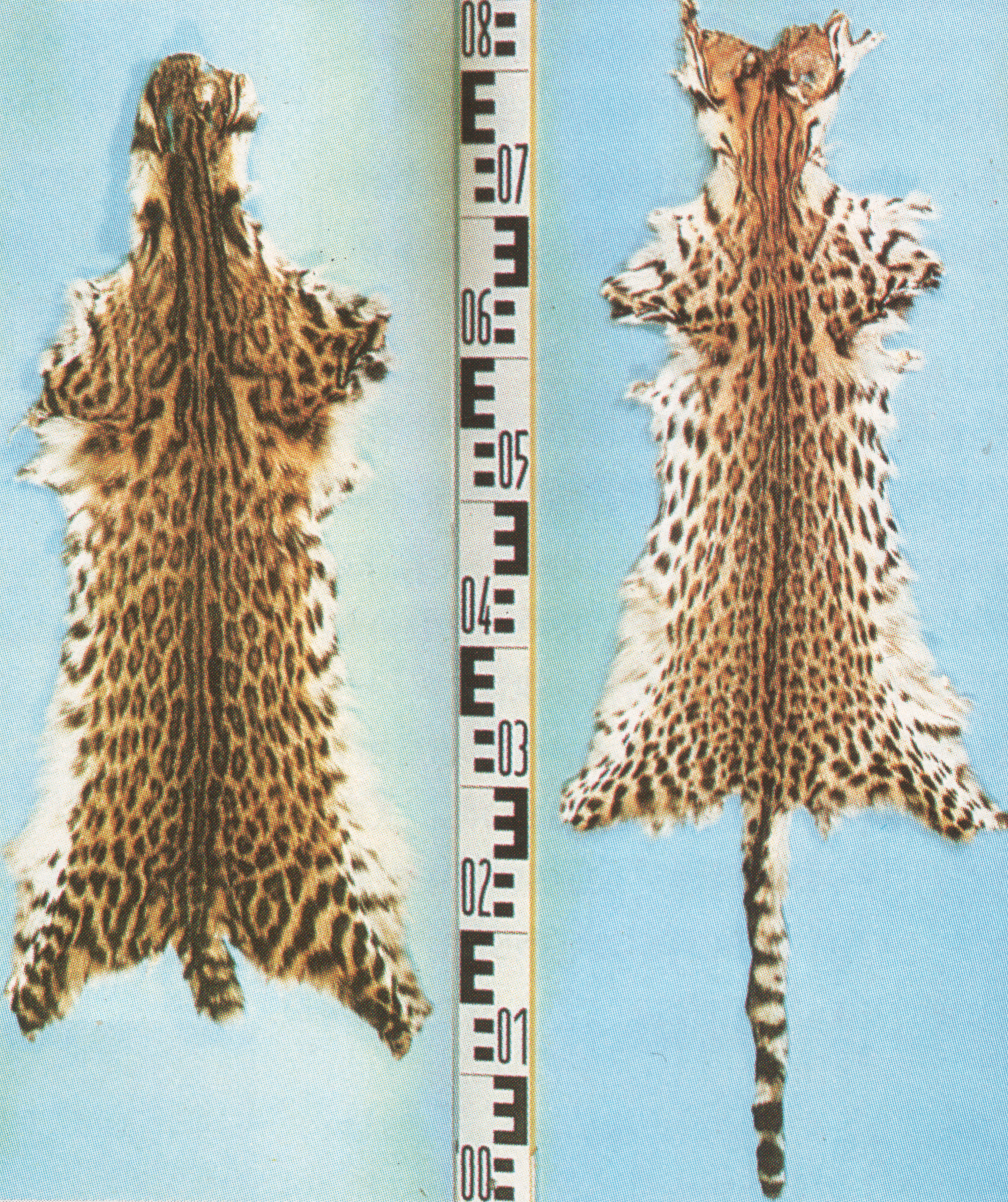
Tigerkatzen, links Typ Mato Grosso, rechts Ceara

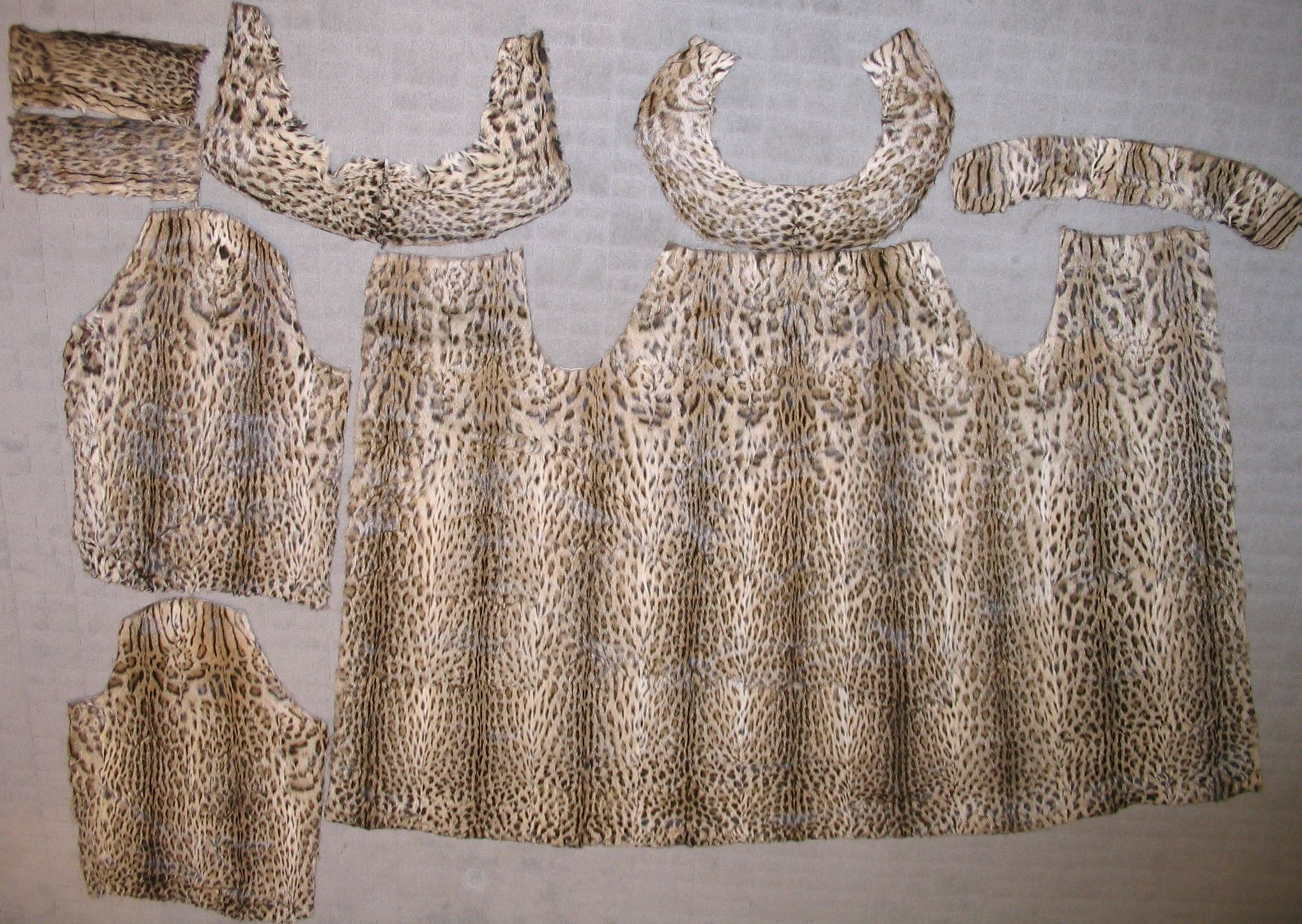
Ozelotkatzenmantel, zertrennt im Rahmen einer Modellumgestaltung (2009)

Auch Cearakatze, Tigrillo, Oncilla.
Vorkommen: Wälder von Costa Rica bis Peru und Südostbrasilien.
Die Grundfarbe der Ozelot- oder Tigerkatze ist hell- bis sattockerfarben, sehr leuchtend. Die Oberseite ist längs gemustert, bestehend aus schwärzlichen oder schwarzen Ringflecken. Die Unterseite ist heller mit schwarzen Flecken in Quermusterung. Schwarze Exemplare kommen öfter vor. Sie ist etwas größer als eine Hauskatze, aber eine der kleinsten südamerikanischen Katzen, die Kopfrumpflänge beträgt 40 bis 50 Zentimeter, der Schwanz ist 30 bis 40 Zentimeter lang.
Von den Fellen der Langschwanzkatze und des Ozelots lassen sie sich leicht dadurch unterscheiden, dass sie keinen Wirbel im Genick aufweisen.
Von der Weltnaturschutzunion (IUCN) wird die Tigerkatze als „gefährdet“ eingestuft („Vulnerable“).
- Schutzstatus:

Leopardus tigrina, geschützt gemäß dem Washingtoner Artenschutzübereinkommen Anhang I; nach der EG-Verordnung 750/2013 Anhang A und streng geschützt nach dem Bundesnaturschutzgesetz.
Detaillierte Schutzdaten: Erstlistung seit dem 20. Juni 1976. Besonders geschützt nach dem Bundesnaturschutzgesetz seit dem 31. August 1980, Höchstschutz seit dem 18. Januar 1990. Für Leopardus wurde damals das Synonym Felis genutzt. Die Unterart Leopardus tigrinus oncilla wurde bereits seit dem 20. Juni 1976 in Anhang I WA geschützt.

### Pampaskatze, Colocolo

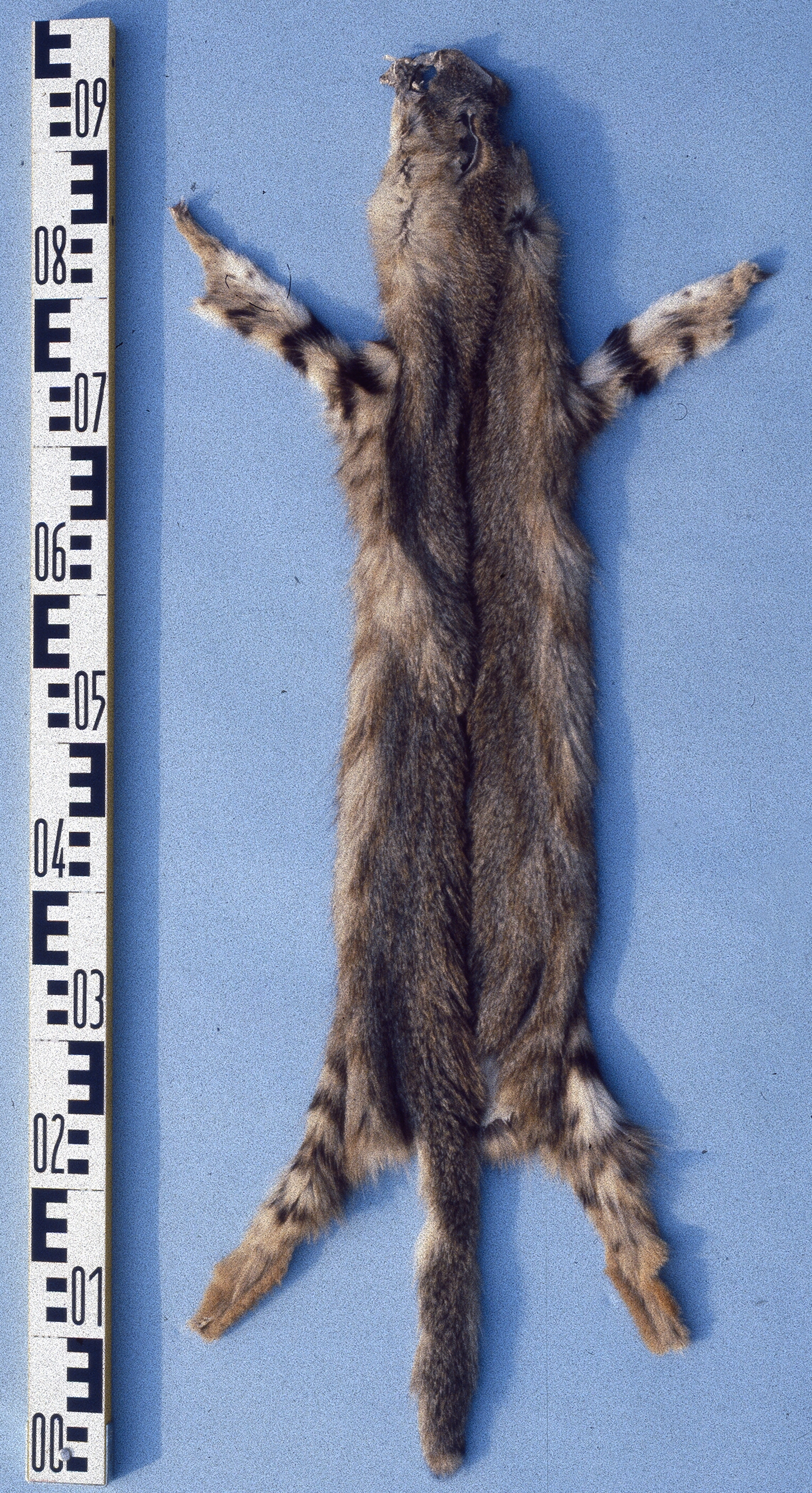
Rückenseite
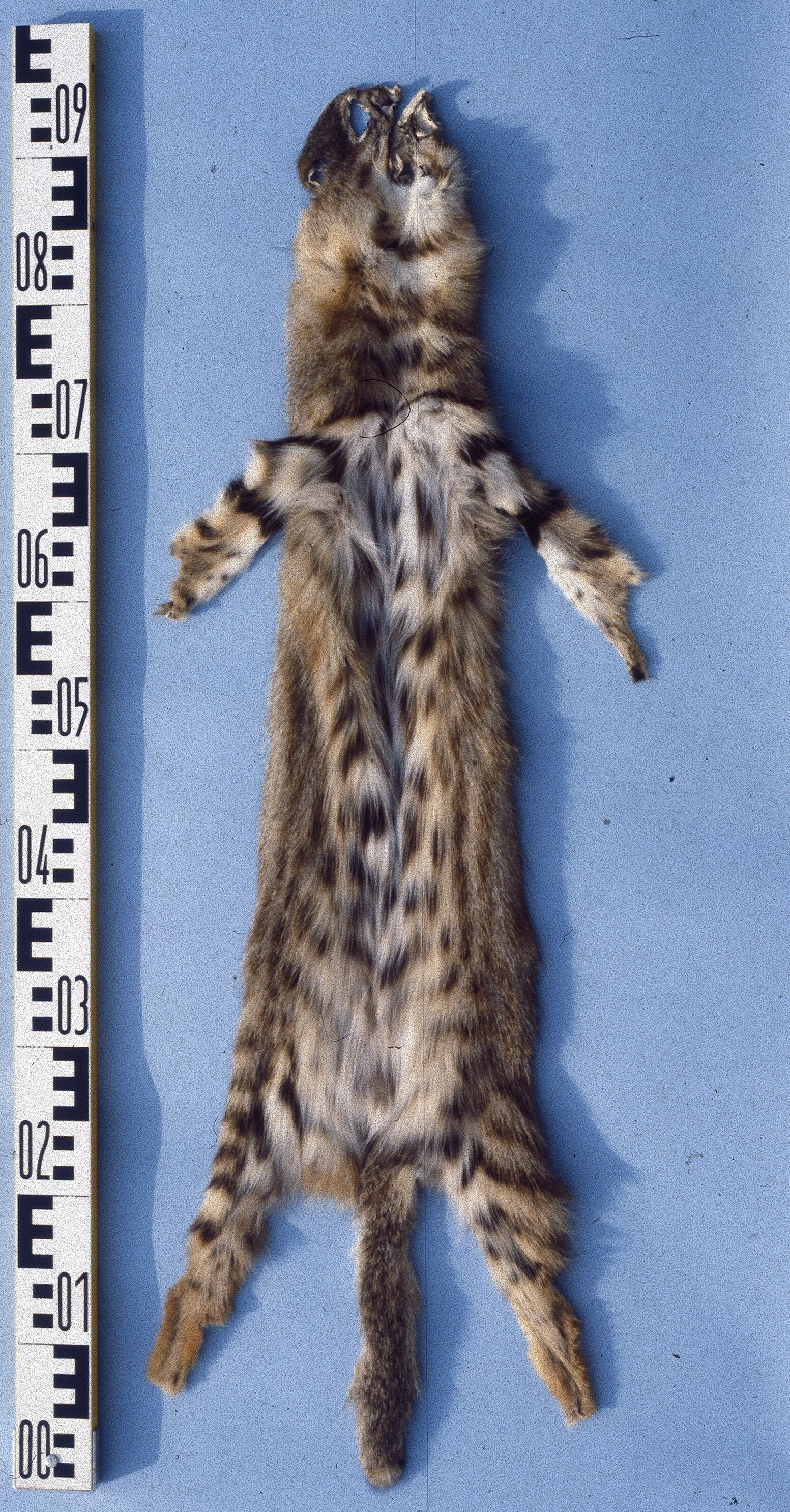
Bauchseite

Der neue Name der Pampaskatze ist Colocolo. Andere Namen sind Strohkatze, Bergkatze, Bergozelot, Pajonalkatze.
Vorkommen: Peru, Bolivien, Chile, Argentinien (bis zur Magellanstraße). Überall im Rückgang begriffen.
Die Behaarung der Colocolo ist straff, ohne Glanz. Auf dem Rückgrat sind die Haare länger und bilden eine Mähne. Die Grundfärbung ist hellgrau (silbergrau), sie wechselt je nach Verbreitungsgebiet bis zu hellgelblich-weiß, teils dunkelbraun, graubraun oder graugelb. Der Schweif ist dick und buschig behaart mit rotbraunen Ringen. Teils weist das Fell eine über den ganzen Körper verteilte Tüpfelung auf, teils nur auf den Seiten oder der Unterseite. Die Pampaskatze hat eine Kopfrumpflänge von etwa 70 Zentimeter und eine Schwanzlänge von etwa 30 Zentimeter.
Das Fell war im Pelzhandel wenig beliebt, doch wurden mitunter Partien derselben unter die anderen Sorten gemischt (vor 1925).
Von der Weltnaturschutzunion (IUCN) wird die Colocolo als „gering gefährdet“ („Near Threatened“) eingestuft eingestuft.
- Schutzstatus:

Felidae spp., geschützt gemäß dem Washingtoner Artenschutzübereinkommen Anhang II; nach der EG-Verordnung 750/2013 Anhang B.
Leopardus colocolo, besonders geschützt nach dem Bundesnaturschutzgesetz.
Detaillierte Schutzdaten: Erstlistung seit dem 24. April 1977. Besonders geschützt nach dem Bundesnaturschutzgesetz seit dem 31. August 1980.

### Jaguarundi

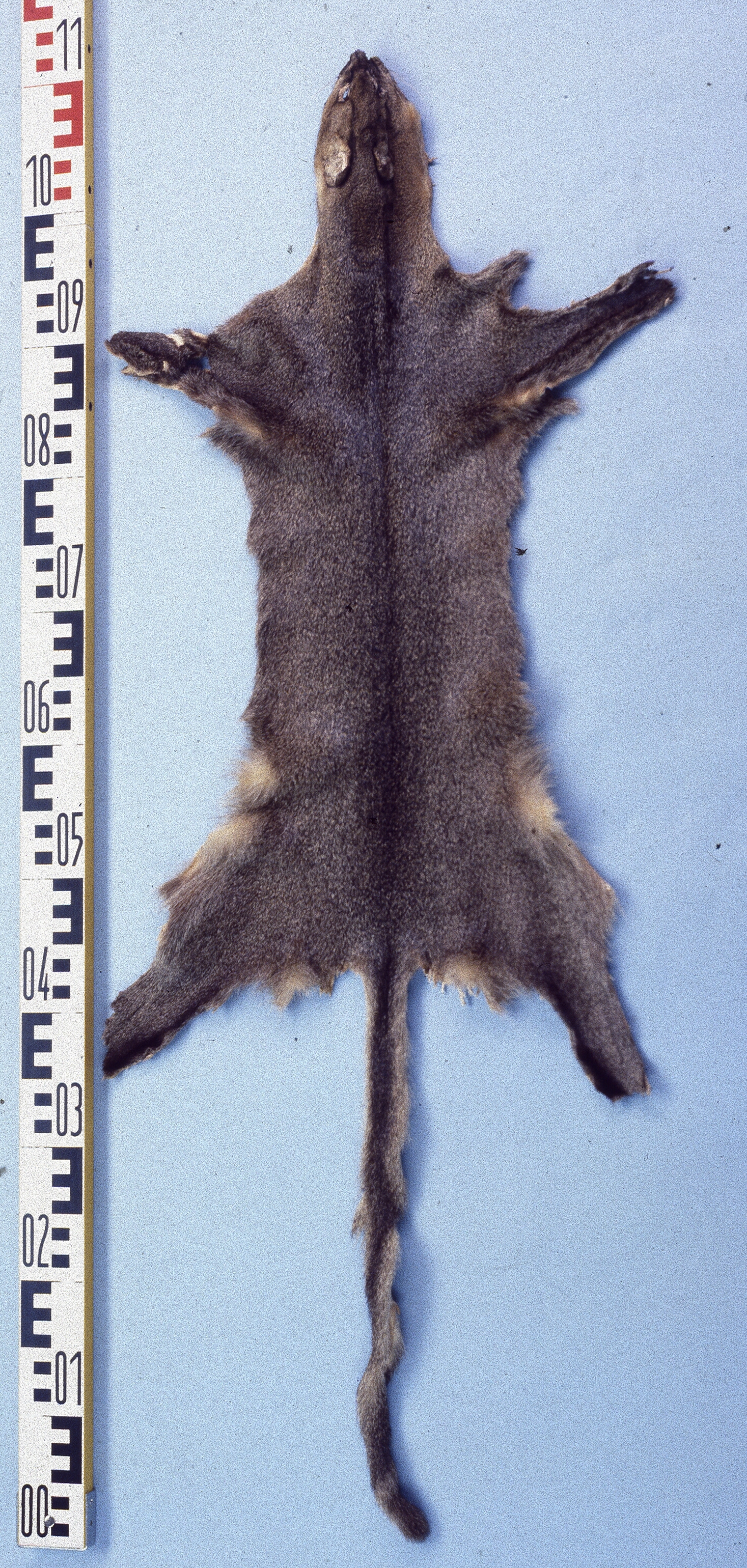
Jaguarundi
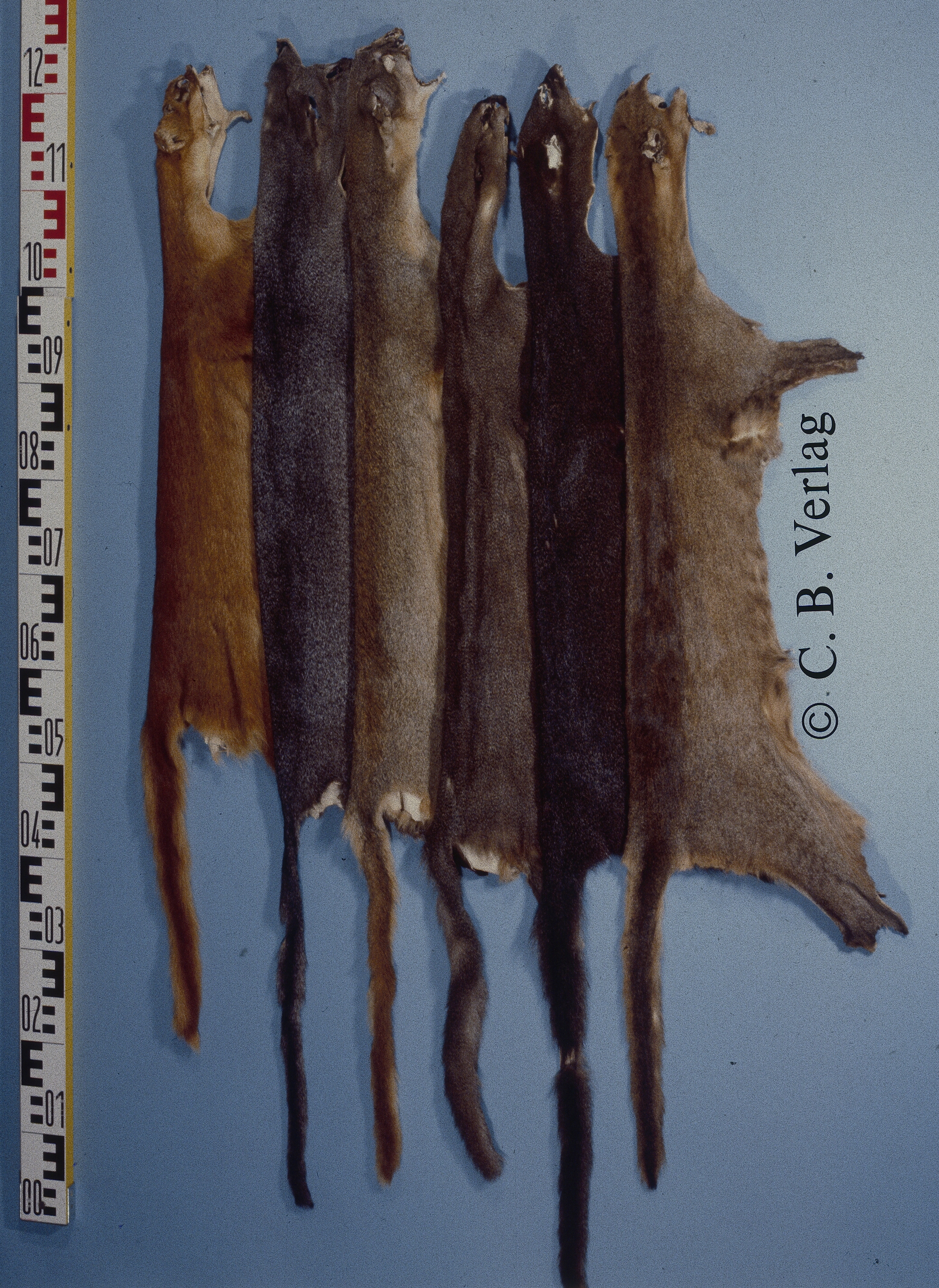
Diverse Jaguarundi-Varianten

Vorkommen: Texas bis Paraguay und Nordargentinien.
Das Fell des Jaguarundi bzw. der Wieselkatze ist kurzhaarig; die Färbung dunkelrot, dunkel- und graubraun (Jaguarundi) und fuchsrot (Eyra). Die mexikanische Art hat eine etwas hellere Farbe. Die Fleckenzeichnung anderer Katzen befindet sich beim Jaguarundi in jedem Haar, das in Ringzonen von wechselnden Farben aufgeteilt ist (gebändert). Die Jungtiere weisen bei der Geburt Flecken auf, die sich im Laufe der Zeit verlieren. Beide Farbphasen finden sich nebeneinander im gleichen Wurf. Insgesamt hat der Jaguarundi eine im Vergleich zu anderen Katzen einheitliche Fellfarbe. Das Tier ist schlank, die Kopfrumpflänge beträgt etwa 50 bis 60 Zentimeter, der Schwanz ist etwa 50 Zentimeter lang.
Das Fell hatte nur einen geringen Wert, es kamen nur wenige Felle in den Handel.
- Schutzstatus:

Puma yagouaroundi, streng geschützt gemäß dem Washingtoner Artenschutzübereinkommen Anhang I. Nur die Populationen Mittel- und Nordamerikas; alle anderen Populationen sind in Anhang II aufgeführt (besonders geschützt).
Nach der EG-Verordnung 750/2013 Anhang A und streng geschützt nach dem Bundesnaturschutzgesetz. Nur die Populationen Mittel- und Nordamerikas; alle anderen Populationen sind in Anhang B aufgeführt (besonders geschützt).
Felidae spp., besonders geschützt nach dem Bundesnaturschutzgesetz.
Detaillierte Schutzdaten: Erstlistung und Höchstschutz seit dem 20. Juni 1976. Besonders geschützt nach dem Bundesnaturschutzgesetz seit 31. August 1980.
Ergänzende Anmerkung: Nur die Populationen Mittel- und Nordamerikas werden nach Anhang I WA bzw. Anhang A geschützt. Diese wurden bereits als Unterarten Herpailurus yaguarondi cacomitli, Herpailurus yaguarondi fossata, Herpailurus yaguarondi panamensis und Herpailurus yaguarondi tolteca seit dem 20. Juni 1976 in Anhang I WA geschützt, wobei als Gattungsname an Stelle von Herpailurus zunächst Felis verwendet wurde.

## Über mehrere Kontinente verbreitet

### Falbkatze

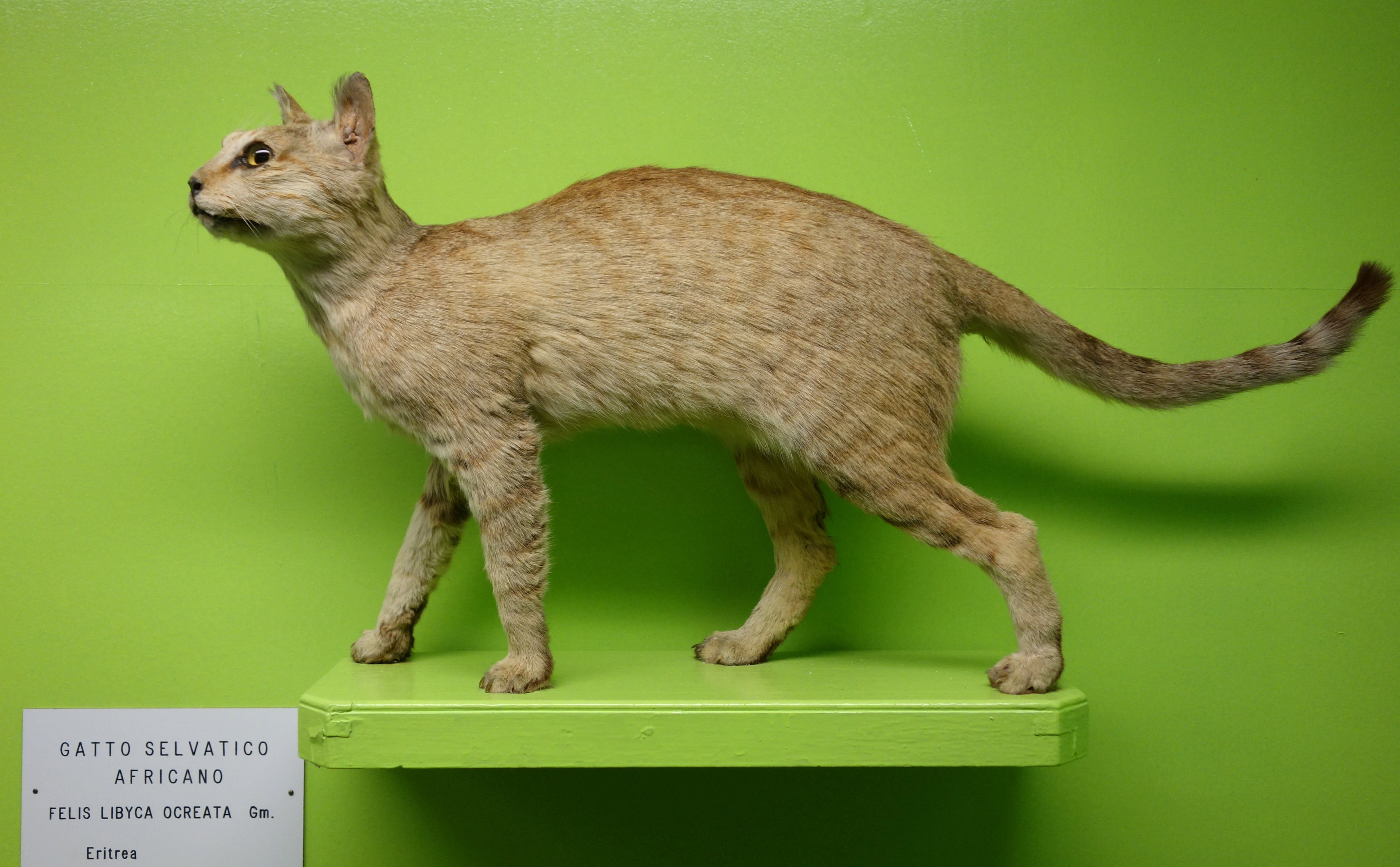
Präparat einer Falbkatze

Auch Afrikanische Wildkatze, Stiefelluchs.
Vorkommen: In Europa auf Sardinien, Sizilien, Kreta und auf den Balearen. In Afrika in Algerien bis zum Kap, außer in Vollwüsten und Regenwäldern.
Die Falbkatze gleicht im Aussehen stark den (kurzhaarigen) Hauskatzen. Entsprechend dem großen Verbreitungsgebiet variiert die Grundfärbung sehr stark. Die der „Falb“katze namengebenden Farbtöne reichen von blass hellcreme- bis hellsandgelb. Die Bauchseite ist heller, weißlich oder hell orange, das Kinn ist weiß. Die Fleckung ist wie bei der Asiatischen Wildkatze, teils weist sie auch ein Streifenmuster auf, jedoch sehr verblasst, so dass bei den Fellen die Musterung manchmal nicht zu sehen ist. Die Rückenmittellinie ist deutlich dunkler. Das Fell ist weich und die Haare haben oft schwarze Spitzen mit einem helleren unteren Bereich. Das schlanke Fell ist etwas größer als das der Hauskatze, die Länge von Kopf bis Schwanzansatz beträgt etwa 50 Zentimeter, die Länge des langen, dünnen Schwanzes 25 Zentimeter. Im Unterschied zur Europäischen Wildkatze ist das Streifenmuster weniger deutlich, die Beine sind langbeiniger.
Da die Falbkatze zu den am weitesten verbreiteten Katzen gehört, wird sie in der Roten Liste der IUCN seit 2002 als „nicht gefährdet“ („Least Concern“) geführt.
- Schutzstatus:

Felidae spp., geschützt gemäß dem Washingtoner Artenschutzübereinkommen Anhang II.
Felis silvestris (felis silvestris lybica), nach der EG-Verordnung 750/2013 Anhang A sowie nach der FFH-Richtlinie EG 2013/17 Anhang IV; streng geschützt nach dem Bundesnaturschutzgesetz.
Detaillierte Schutzdaten: Erstlistung seit dem 24. April 1977. Besonders geschützt nach dem Bundesnaturschutzgesetz seit dem 31. August 1980. Höchstschutz seit 1. Juni 1997.

### Rohrkatze

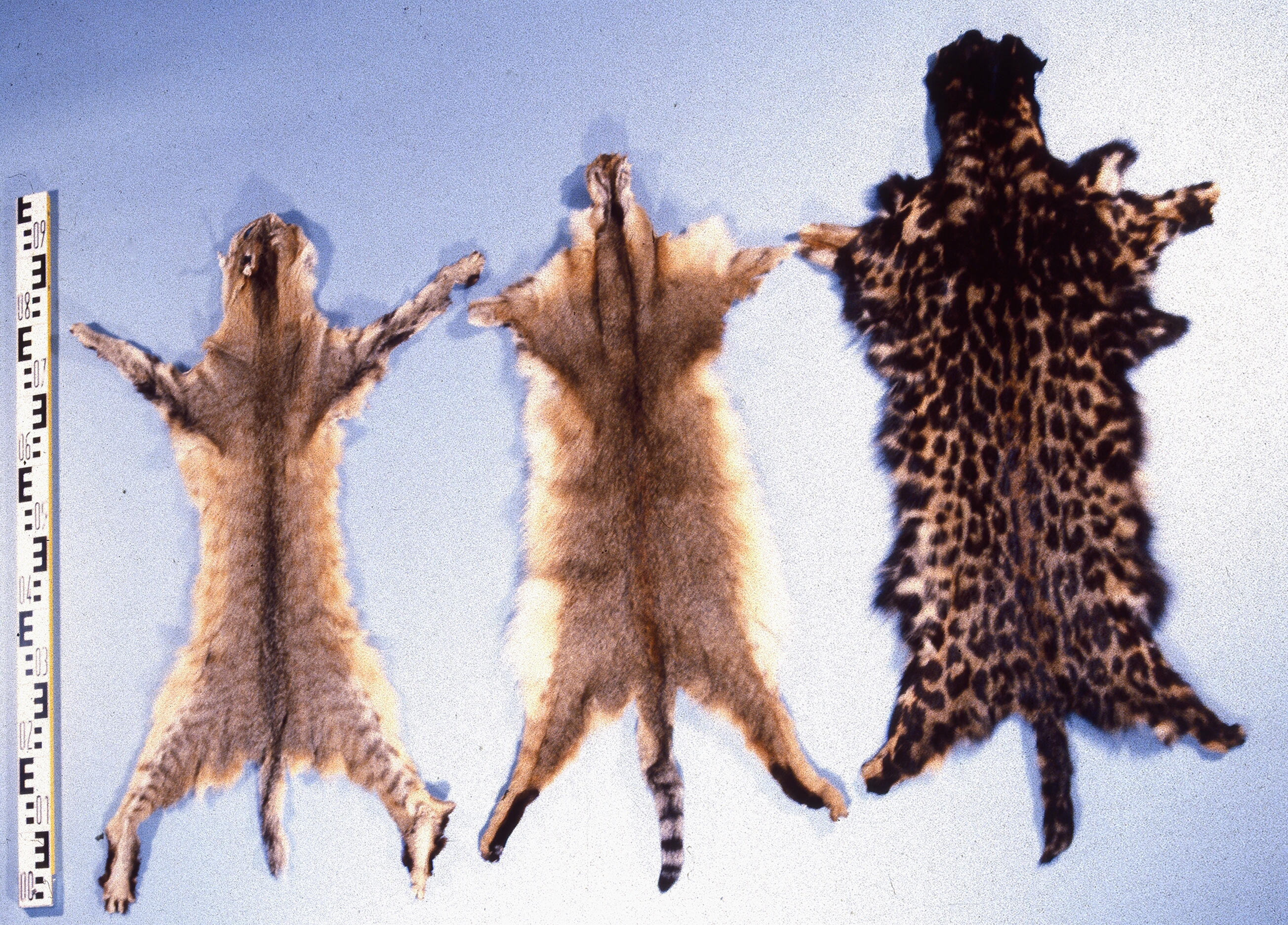
Rohrkatzen, rechts mit Leopardendruck

Auch Sumpfluchs, Sumpfkatze, Dschungelkatze, Chaus. War teils als „Samacha“ im Fellhandel.
Vorkommen: In Afrika am unteren Nil. In Asien in Vorderasien, Transkaukasien, Turkmenien bis Vorderindien, Burma, Siam, Ceylon.
Nach HALTENORTH unterscheidet sich die Rohr- bzw. Dschungelkatze äußerlich von den Wildkatzen im engeren Sinn durch bedeutendere Körpergröße, höhere Beine, einen relativ kürzeren Schwanz und etwa vier bis acht schwarze, an der Unterseite offene Ringe am Schwanz und eine schwarze Schwanzspitze. Das Haar der Rohrkatze ist gelblichbraun, teils gräulich. Außer auf den Beinen und den Ringen auf dem Schweif hat sie keine Fleckungen. Das hellbraune Kinderfell ähnelt eher den Wildkatzen, es ist mit schwarzen Streifen und Flecken kontrastreich gezeichnet, bis es dann soweit verblasst, dass die Zeichnung beim Alttier nur noch an den Extremitäten gut sichtbar ist. In Indien und Pakistan gibt es teils auch ganz schwarze Tiere. Am Ende der Ohren befinden sich schwarze Haarbüschel, die an einen Luchs erinnern, daher rührt die Bezeichnung Sumpfluchs. Die Körpergröße von Rohrkatzen im Westen und Osten ihres Verbreitungsgebietes variiert beachtlich.
Das Oberhaar ist lang, relativ hart und nicht sehr dicht. Die Unterwolle ist weich und dicht. Auf einem Quadratzentimeter Rückenfläche stehen im Winterfell etwa 4000 Haare, am Bauch nur 1700 Haare. Auf ein Grannenhaar kommen am Rücken 12, am Bauch 4 bis 5 Wollhaare. Das Grannenhaar am Rücken wird bis zu 60 Millimeter lang, am Bauch 50 Millimeter, die Wollhaare 30 beziehungsweise 20 Millimeter. Der Haarwechsel erfolgt zweimal im Jahr, in Transkaukasien zum Beispiel von Februar bis Mitte April und September bis Anfang November.
Für die Pelzverarbeitung gilt das Rohrkatzenfell als wenig wertvoll.
Im Jahre 2008 hat die Weltnaturschutzunion (IUCN) die Rohrkatzen als „gering gefährdet“ eingestuft („Near Threatened“).
- Schutzstatus:

Felidae spp., geschützt gemäß dem Washingtoner Artenschutzübereinkommen Anhang II; nach der EG-Verordnung 750/2013 Anhang B.
Felis chaus, besonders geschützt nach dem Bundesnaturschutzgesetz.
Detaillierte Schutzdaten: Erstlistung seit dem 24. April 1977. Besonders geschützt nach dem Bundesnaturschutzgesetz seit dem 31. August 1980.

### Sandkatze
Auch Saharakatze, Wüstenkatze.

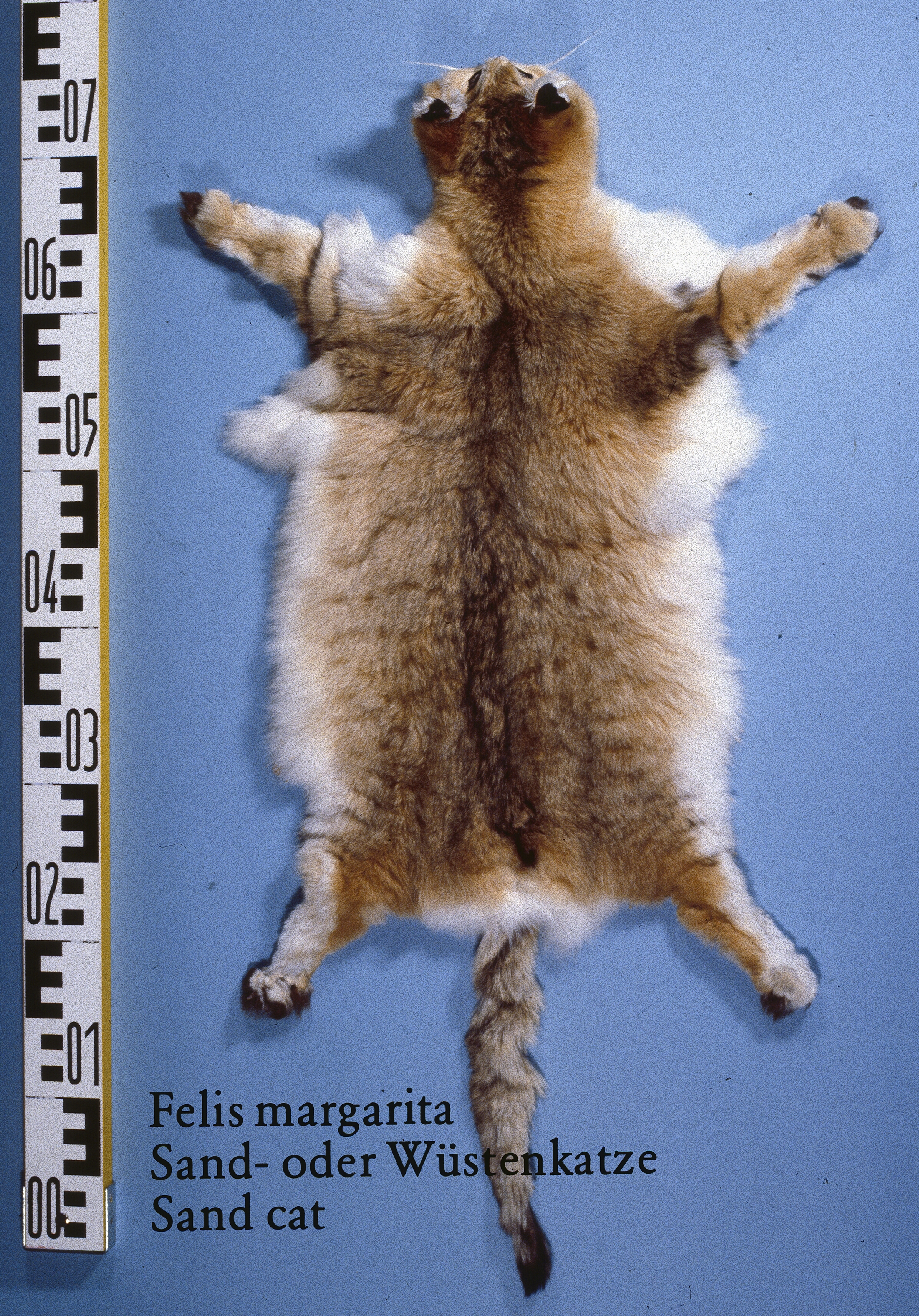
Sandkatze

Vorkommen: In Afrika in der Sahara. In Asien in der Arabischen Wüste.
Die Sandkatze hat entsprechend ihrem Namen sandgelbes Haar, mit grauem Schleier. Die gelb- bis graubraune Zeichnung ist sehr schwach ausgeprägt, fast verschwimmend, etwas kräftiger an Kopf, Beinen und Oberschenkeln. Kehle und Brust sind weiß. Die Unterseite des zwei- oder dreimal dunkelbraun bis schwarz beringten Schweifes ist heller, die Schweifspitze schwarz. Ein rötlich-orangefarbener Streifen verläuft von den Augen über die Wangen. Die Vorderbeine sind am Ansatz schwach dunkelbraun bis schwarz gebändert, die Pfoten sind mit dichten, drahtigen und verfilzten schwarzen Haarbüscheln besetzt. Das Körperhaar ist mittellang. Mit einer Kopfrumpflänge von 45 bis 55 Zentimeter ist die Sandkatze deutlich kleiner als die Falbkatze oder die Hauskatze. Die Schwanzlänge beträgt 30 bis 35 Zentimeter.
Die Welttierschutzunion (IUCN) schätzt den Bestand der Sandkatze auf weniger als 50.000 adulte Tiere und stuft die Art als „gering gefährdet“ ein („Near Threatened“).
- Schutzstatus:

Felidae spp., geschützt gemäß dem Washingtoner Artenschutzübereinkommen Anhang II; nach der EG-Verordnung 750/2013 Anhang B.
Felis margarita, besonders geschützt nach dem Bundesnaturschutzgesetz.
Detaillierte Schutzdaten: Erstlistung seit dem 24. April 1977. Besonders geschützt nach dem Bundesnaturschutzgesetz seit dem 31. August 1980.

### Wildkatze

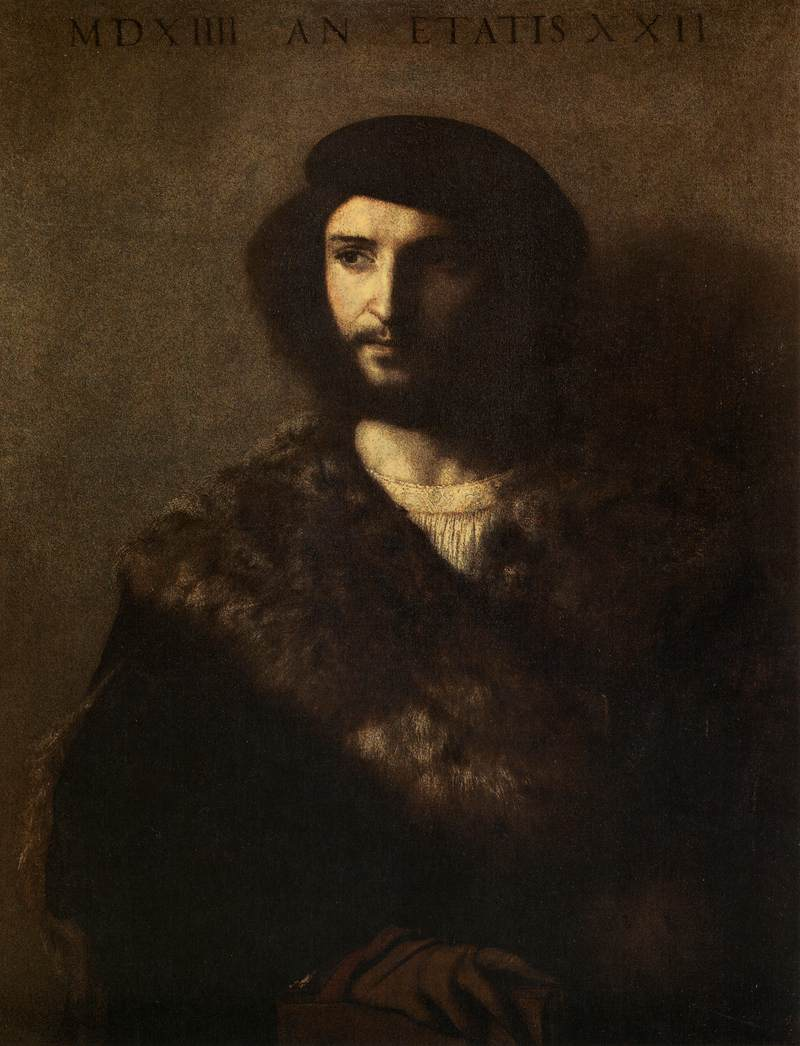
Mann mit Wildkatzenkragen (Tizian, 1514)

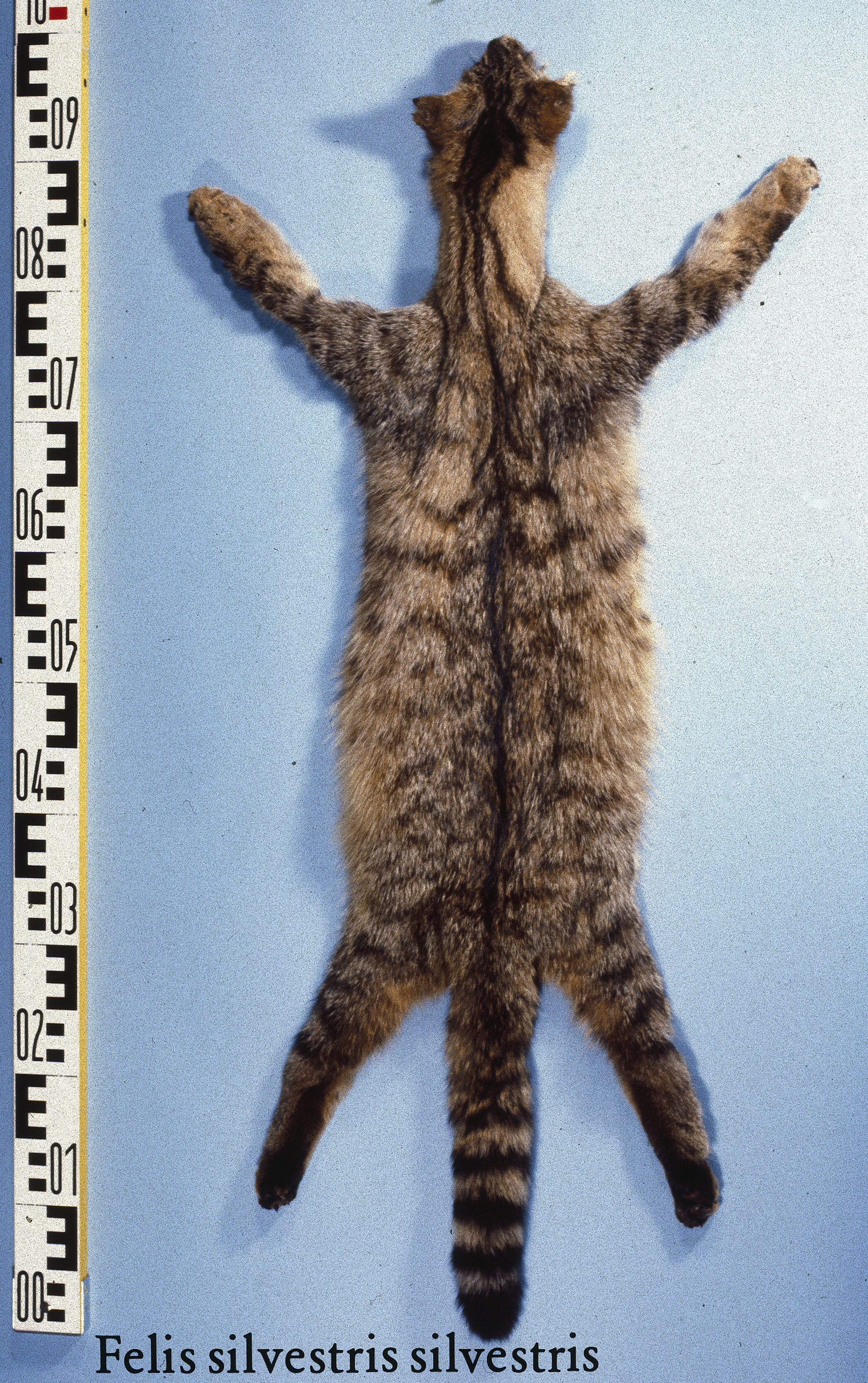
Europäische Wildkatze
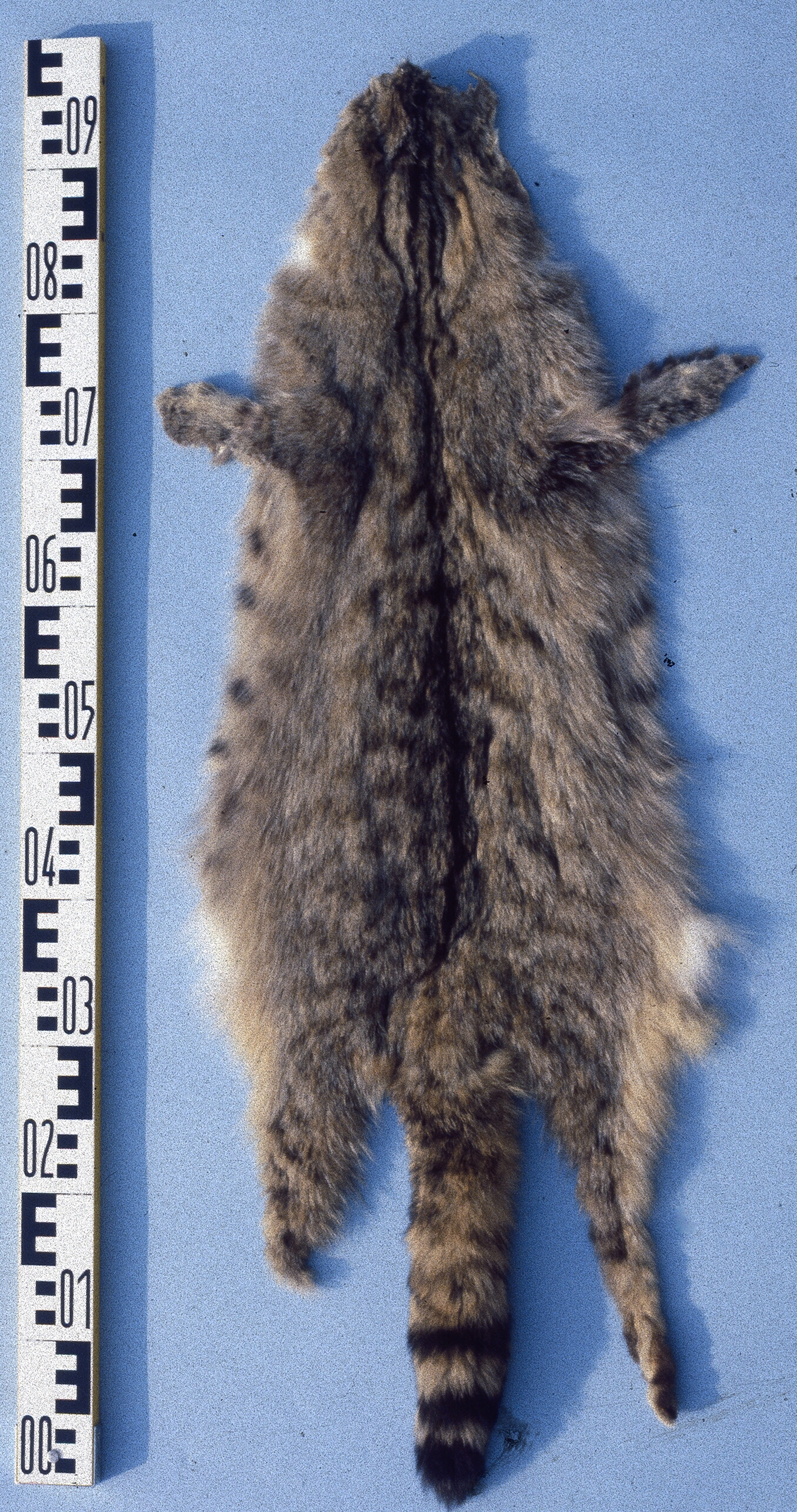
Europäische Wildkatze

Auch Waldwildkatze. Das Fell der russischen Waldkatze war als Holzkatze im Handel.
Vorkommen:
In Europa: Atlantik bis Kaukasus, Schottland, Korsika, Deutschland, Russland.
In Asien: Im Übergang von Russland in Zentralasien bis Wüste Gobi, Iran, Afghanistan, Belutschistan, Westpakistan, Nordwest- bis Zentralindien, hier Übergang zur Steppenwildkatze.
Waldwildkatzen und Steppenwildkatzen lassen sich anhand der Färbung unterscheiden. Waldwildkatzen sind grau mit schwarzbrauner bis schwarzer Musterung. Die Bauchseite ist gelblich bis hellocker mit Flecken, die sich mitunter zu Querstreifen vereinigen. Charakteristisch für alle Formen der Wildkatze sind Streifenmuster auf der Kopfoberseite und die Querringelung des Schwanzes sowie eine hellere Körperunterseite. Auf dem Rücken befindet sich ein schmaler deutlicher Aalstrich. Vom Rücken und den Flanken gehen schwache dunkle Längsstreifen aus. Die abgerundete Spitze des Schweifes ist schwarz.
Das Kennzeichen der Steppenwildkatzen ist, dass sie statt der tigerähnlichen Zeichnung der Waldwildkatze unregelmäßig über den Körper verteilte dunkle Flecken aufweist. Die Grundfärbung der Waldwildkatzen ist an der Körperoberseite weißgrau, creme, sandfarben bis strohgelb, gelbrot oder graubraun. Die Unterseite ist heller mit Flecken in Querreihen. Entsprechend dem großen Verbreitungsgebiet variieren beide Unterarten erheblich. Teils ist die Musterung verschwommen, teils ist die Streifenbildung markanter. Schwarzfärbungen sind aus verschiedenen Gegenden des Verbreitungsgebiets bekannt.
Die Haarlänge und Haardichte und die Ausbildung der Unterwolle ist in starkem Maß von den klimatischen Lebensbedingungen abhängig. Während die Grannenhaarlänge bei der Waldkatze im Winterfell 55 bis 60 Millimeter und im Sommerfell 45 bis 60 Millimeter beträgt, erreicht sie zum Beispiel bei der Steppenkatze nur 51 Millimeter. Die Wollhaare der Steppenkatze sind etwa 20 Millimeter kürzer als die der Wildkatze. Noch kürzer sind sie mit 35 Millimetern bei den westafrikanischen Falbkatzen. Während auf einen Quadratzentimeter der Steppenkatze etwa 3500 Haare kommen, sind es bei der Waldkatze fast 9000.
Die Haarlänge der Wildkatzen ist am ganzen Körper fast gleich. Der Schwanz wirkt dadurch dick und buschig. Weil sich die Haare am Schwanzende nicht verkürzen, wirkt dieser wie abgehackt. Damit lässt sich die Wildkatze von der Hauskatze und von Bastarden unterscheiden. Der Haarwechsel erfolgt zweimal jährlich.
Ein Jagdbuch aus dem 18. Jahrhundert berichtet über die Verwendung des Wildkatzenfells zur Gewichtsabnahme: „Ihr Fell ist besser zum Peltzen / als die Fuchsbälge / dieweilen es die Haare nicht so verlieret / gut zum Unterfutter für korpulente Personen / da es zehren soll.“ 1767 fügte der Augsburger Tiermaler J. E. Ridinger einer Abbildung einer Wildkatzenfamilie folgenden Vers mit einem weiteren Gesundheitsnutzen bei: „Ist das Thier nun gleich sehr schädlich / nützt es mehr doch als man meint / Welches wir erkennen sollten / denn sobald sie aufgerieben / Wird mit ihren bunten Bälgen große Handelsschaft getrieben / Da man sie nicht nur im Winter gegen strenge Kälte trägt / sondern es auch gegen Flüsse wunderbare Kräfte hegt“.
Das Fell hatte einen geringen Wert. Es wurde zu Damen- und Kinderpelzmänteln verarbeitet, mitunter wurde auch das besonders in der ersten Hälfte des 20. Jahrhunderts wertvolle Sealskin damit imitiert.
Da die Wildkatze zu den am weitesten verbreiteten Katzen gehört, wird sie von der Weltnaturschutzunion (IUCN) seit 2002 als „nicht gefährdet“ („Least Concern“) geführt.
- Schutzstatus: In Deutschland geschützt.

Felidae spp., geschützt gemäß dem Washingtoner Artenschutzübereinkommen Anhang II.
Felis silvestris (felis silvestris silvestris), geschützt; nach der EG-Verordnung 750/2013 Anhang A; nach der FFH-Richtlinie EG 2013/17 Anhang IV; streng geschützt nach dem Bundesnaturschutzgesetz.
Detaillierte Schutzdaten: Erstlistung seit dem 24. April 1977. Besonders geschützt nach dem Bundesnaturschutzgesetz seit dem 31. August 1980. Höchstschutz seit dem 1. Juni 1997.

## Zahlen, Fakten

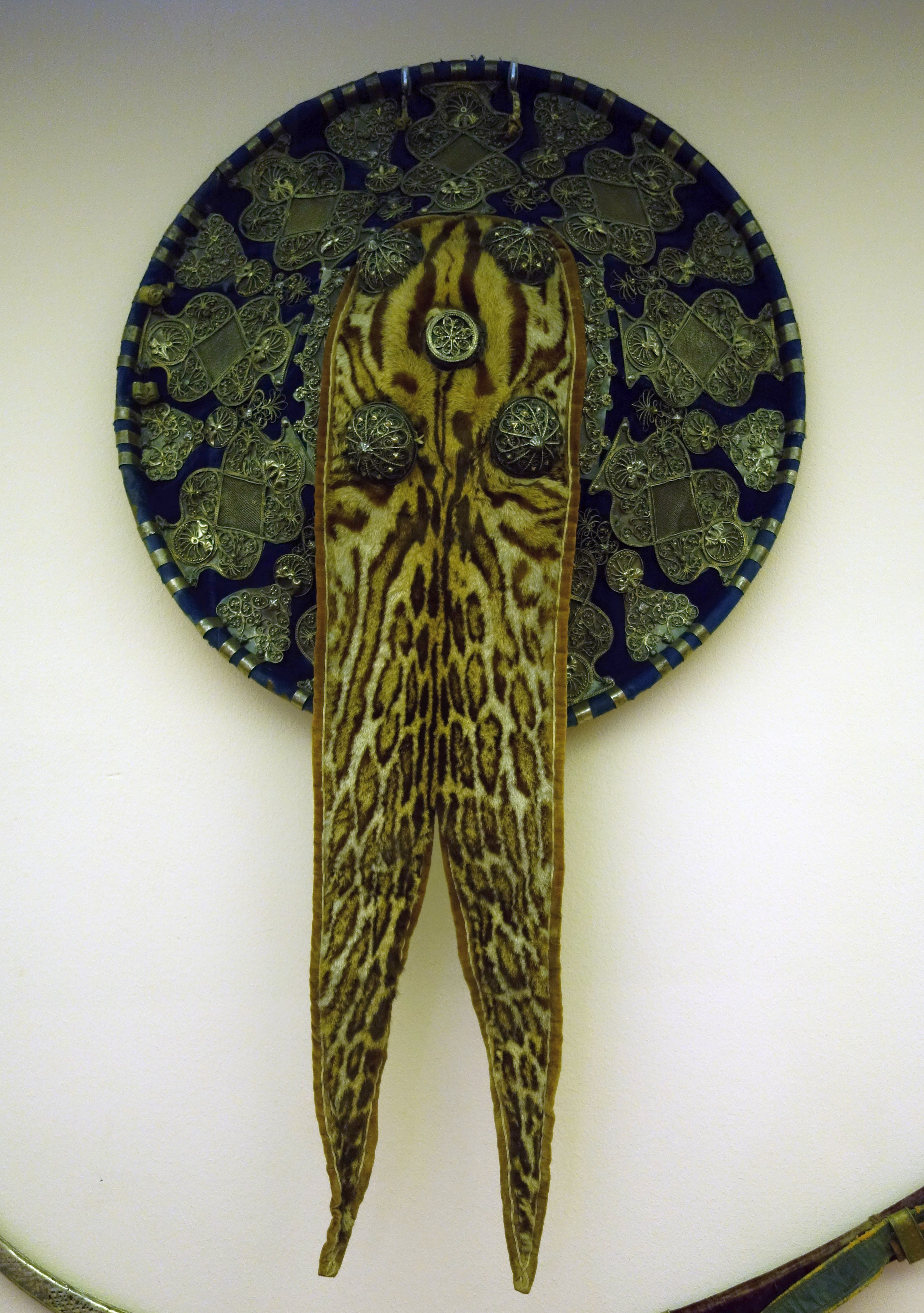
Afrikanisches Prunkschild für einen hohen Würdenträger, der auch erfolgreicher Jäger war. Amhara 19. Jh. Mit Servalfell (Museumsangabe, der Fellzeichnung nach jedoch eher ein kleines Ozelotfell oder Peludofell, beides Südamerika)

- Vor 1914, vor dem Ersten Weltkrieg, kamen durch deutsche Firmen in Ulaanbaatar (damals Urga), Mongolei, große Mengen Manulfelle zum Verkauf, die etwa 8 Mark kosteten, 1925 kosteten sie etwa das Doppelte.[33]
- Vor 1925 kamen an Tigerkatzenfellen (alte lat. Bezeichnung: Gatos montese) aus Argentinien jährlich mindestens 8000 bis 10.000 Stück in den Handel. Vor dem Ersten Weltkrieg kostete das Fell 2 Mark, 1925 etwa 5 bis 6 Mark.[33]

Vor 1925 bildeten Servalfelle überhaupt „keinen keinen regelmäßigen Handelsartikel, wenn solche an den Markt kommen, holen sie 3 bis 8 Mark das Stück.“

### Körperlängen wildlebender Kleinkatzen
- 1963, Körperlängen der wildlebenden Kleinkatzen. Die Maße wurden von WEIGEL der Literatur entnommen. Sie beziehen sich aber nicht immer auf am Kadaver ermittelten Werte, sondern zum Teil auf Messungen am Fell. Es ist möglich, dass durch vorangegangenes Strecken teilweise größere Längen gemessen wurden:[53]

| Historische Bezeichnungen historische lateinische Bezeichnungen                                            | Kopfrumpflänge cm | Schwanzlänge cm |  |                                                                               | Kopfrumpflänge cm | Schwanzlänge cm |
| --- | ----------------- | --------------- |  | ----------------------------------------------------------------------------- | ----------------- | --------------- |
| Andenkatze = Nachtkatze = Chilenische Waldkatze Felis guigna Molina, 1782                                  | 40–48             | 17–25           |  | Pampaskatze = Strohkatze = Bergozelot Felis pajeros Desmarest, 1816           | 50–80             | 25–30           |
| Bergkatze Felis jacobita Cornelia, 1856                                                                    | 65–80 (85?)       | 40–47           |  | Rohrkatze = Sumpfluchs Felis chaus Güldenstaedt, 1776                         | 60–75             | 21–33           |
| Blasskatze = Graukatze Felis bieti Milne-Edwards, 1892                                                     | 68–85             | 29–33           |  | Rostkatze Felis rubiginosa Geoffroy, 1831                                     | 38–48             | 20–30           |
| Buschkatze = Kleinfleckkatze = Geoffroykatze Felis Geoffroy D’Orbigny & Gervais, 1843                      | 42–60             | 25–33           |  | Saharakatze Felis margarita Loche, 1858                                       | 40–45             | 25–28           |
| Falbkatze Felis silvestris Schreber, 1977, ocreata Gruppe (besonders groß sind die Falbkatzen Abessiniens) | 43–70             | 23–40           |  | Sandkatze = Barchankatze Felis thinobia (Ognev, 1927)                         | 46–57             | 29–35           |
| Fischkatze Felis viverrinus Benett, 1833                                                                   | 60–80             | 25–30           |  | Serval und Servalkatze Felis serval Schreber, 1776                            | 75–100            | 20–35           |
| Flachkopfkatze Felis planiceps Vigors & Horsfield, 1827                                                    | 40–50             | 13–15           |  | Schmuckkatze = Bengalkatze Felis bengalensis Kerr, 1792                       | 40–55             | 20–37           |
| Goldkatze Felis aurata, Temminck, 1827                                                                     | 80–95             | 30–40           |  | Schwarzfußkatze Felis nigripes Burchell, 1822                                 | 34–45             | 14–20           |
| Kleinohr-Tigerkatze Felis bengalensis emptilura Elliott, 1871                                              | 40–55             | 35–37           |  | Temminckkatze = Asiatische Goldkatze Felis temmincki Vigors & Horsfield, 1827 | 65–83             | 40–50           |
| Manul Felis manul Pallas, 1776                                                                             | 50–65             | 21–25           |  | Tigerkatze = Maracaya = Margay Felis tigrina Schreber, 1777                   | 45–70 (80?)       | 35–50           |
| Marmelkatze = Marmorkatze Felis marmorata Martin, 1836                                                     | 45–58             | 48–55           |  | Wildkatze = Waldkatze Felis silvestris Schreber, 1777, silvestris-Gruppe      | 45–70             | 26–37           |
| Ozelot Felis pardalis Linné 1758                                                                           | 63–97             | 27–40           |  | Wüstenkatze = Steppenkatze Felis silvestris Schreber, 1777, ornata-Gruppe     | 45–70             | 23–37           |
| Ozelotkatze = Oncille Felis pardinoides Gray, 1867                                                         | 45–55             | 25–40           |  | Yaguarundi = Eyra = Wieselkatze Felis yaguaroundi Geoffroy, 1803              | 50–80             | 50–60           |

## Anmerkung
1. ↑  Die angegebenen vergleichenden Werte (Koeffizienten) sind das Ergebnis vergleichender Prüfung durch Kürschner und Rauchwarenhändler in Bezug auf den Grad der offenbaren Abnutzung. Die Zahlen sind nicht eindeutig, zu den subjektiven Beobachtungen der Haltbarkeit in der Praxis kommen in jedem Einzelfall Beeinflussungen durch Pelzzurichtung und Pelzveredlung sowie zahlreiche weitere Faktoren hinzu. Eine genauere Angabe könnte nur auf wissenschaftlicher Grundlage ermittelt werden. Die Einteilung erfolgte in Stufen von jeweils 10 Prozent. Die nach praktischer Erfahrung haltbarsten Fellarten wurden auf 100 Prozent gesetzt.
2. ↑  Die Angabe für ein Body erfolgte nur, um die Fellsorten besser vergleichbar zu machen. Tatsächlich wurden nur für kleine (bis etwa Bisamgröße) sowie für jeweils gängige Fellarten, Bodys hergestellt, außerdem für Fellstücken, bei den Wildkatzen vor allem Bengalkatzen aus chinesischer Produktion. Folgende Maße für ein Mantelbody wurden zugrunde gelegt: Körper = Höhe 112 cm, Breite unten 160 cm, Breite oben 140 cm, Ärmel = 60 × 140 cm.

## Belege
1. 1 2 3 4 5 6 7 8 9 10 11 12 13 14 15 16 17 18 19 20 21 22 23 24 25 26 27 28 29 30 31 32 33 34 35 36 37 38 39 40 41 42 43 44 45 46 47 48 49 50 51 52 53 54 55 56 57 58 59 60 61  
Christian Franke/Johanna Kroll: Jury Fränkel´s Rauchwaren-Handbuch 1988/89. 10. überarbeitete und ergänzte Neuauflage, Rifra-Verlag Murrhardt, S. 102–107.
2. 1 2 3  
Paul Schöps, Kurt Häse: Die Kleinkatzen. In: Das Pelzgewerbe Jg. XXI/Neue Folge, 1962 Nr. 6, S. 248–251.
3. ↑  Paul Schöps; H. Brauckhoff, K. Häse, Richard König; W. Straube-Daiber: Die Haltbarkeitskoeffizienten der Pelzfelle. In: Das Pelzgewerbe, Jahrgang XV, Neue Folge, 1964, Nr. 2, Hermelin Verlag Dr. Paul Schöps, Berlin, Frankfurt/Main, Leipzig, Wien, S. 56–58.
4. ↑  Legaldefinition § 7 Abs. 2 Ziff. 13 BNatSchG, dh. u. a. als in Anhang B der EU-Artenschutz-VO gelistete Art. "Streng geschützt" im Sinne des BNatSchG ist in § 7 Abs. 2 Ziff. 14 BNatSchG (neben anderen) definiert als Art, die besonders geschützt ist und darüber hinaus in Anhang A zu (Art. 8 Abs. 3 a)) EG-Artenschutz-VO gelistet ist; sie genießt daher höheren Schutz u. a. mit strafbewehrtem Vermarktungsverbot auch für Erzeugnisse (Felle).
5. 1 2 3 4 5 6 7 8 9 10 11 12 13 14 15 16 17 18 19 20 21 22 23 24  
Wisia-online Bundesamt für Naturschutz. Zuletzt abgerufen am 12. November 2014.
6. ↑  Deutsche Encyclopädie oder Allgemeines Real-Wörterbuch aller Künste und Wissenschaften: Kam – Kep, Band 19 (Google eBook), S. 356.
7. ↑  Alfred Erler: Südamerikanische Rauchwaren. In: Rauchwarenkunde. Elf Vorträge aus der Warenkunde des Pelzhandels. Leipzig 1931, S. 55.
8. ↑  Paul Schöps u. a.: Der Materialbedarf für Pelzbekleidung. In: Das Pelzgewerbe Jg. XVI / Neue Folge 1965 Nr. 1, Hermelin-Verlag Dr. Paul Schöps, Berlin u. a., S. 7–12.
9. ↑  „Über Olff & Co., Frankfurt“: Vorbericht zur Herbstmesse in Kanton. In: Winckelmann Pelzmarkt Nr. 307, 17. Oktober 1975, S. 2.
10. 1 2 3  
Heinrich Dathe, Paul Schöps, unter Mitarbeit von 11 Fachwissenschaftlern: Pelztieratlas. VEB Gustav Fischer Verlag Jena, 1986, S. 208–209.
11. ↑  Richard König: Ein interessanter Vortrag (Referat über den Handel mit chinesischen, mongolischen, mandschurischen und japanischen Rauchwaren). In: Die Pelzwirtschaft Nr. 47, 1952, S. 49.
12. 1 2  Arthur Samet: Pictorial Encyclopedia of Furs. Arthur Samet (Book Division), New York 1950, S. 337. (engl.)
13. ↑  news.google.com: The Pittsburgh Press, 7. Okt. 1932 (Anzeige von Sears, Roebuck & Co.). Abgerufen am 15. Januar 2015.
14. ↑  http://www.iucnredlist.org/ Zuletzt abgerufen am 19. November 2013.
15. ↑  Sunquist, M., Sunquist, F. (2002): Wild Cats of the World. University of Chicago Press, Chicago. S. 241–245. (engl.)
16. ↑  http://www.iucnredlist.org/ Zuletzt abgerufen am 19. November 2014.
17. ↑  http://www.iucnredlist.org/ Zuletzt abgerufen am 19. November 2014.
18. ↑  Freiwillige Helfer sammeln wichtige neue Erkenntnisse über seltene und bedrohte Pallaskatze. In: Biosphere Expeditions. 26. Februar 2013, abgerufen am 27. Februar 2013.
19. 1 2 3  
Heinrich Dathe, Paul Schöps, unter Mitarbeit von 11 Fachwissenschaftlern: Pelztieratlas. VEB Gustav Fischer Verlag Jena, 1986, S. 301–302.
20. ↑  N. Dawaa, M. Nicht, G. Schünzel: Über die Pelztiere der Mongolischen Volksrepublik (MVR). In: Das Pelzgewerbe Nr. 1, 1971, Hermelinverlag Dr. Paul Schöps, Berlin u. a., S. 11.
21. ↑   Red List, Chinese Mountain Cat. Abgerufen am 21. November 2014.
22. ↑  Tej Kumar Shrestha: Wildlife of Nepal – A Study of Renewable Resources of Nepal Himalayas. Tribhuvan University, Kathmandu 2003, S. 144. ISBN 99933-59-02-5.
23. ↑  Alexander Tuma: Pelz-Lexikon. Pelz- und Rauhwarenkunde. XIX. Band. Verlag Alexander Tuma, Wien 1950. Stichwort „Marmelkatze“.
24. ↑  http://www.iucnredlist.org/ Zuletzt abgerufen am 19. November 2013.
25. ↑  Don E. Wilson, Russell A. Mittermeier (Hrsg.): Handbook of the Mammals of the World. Volume 1: Carnivores. Lynx Edicions, 2009, ISBN 978-84-96553-49-1, S. 161.
26. ↑  Mel Sunquist und Fiona Sunquist (2002): Wild Cats of the World. The University of Chicago Press, Chicago. ISBN 0-226-77999-8. S. 52–56
27. ↑  Allen, G.M. (1938): The mammals of China and Mongolia. New York: American Museum of Natural History.
28. 1 2 3 4 5  
Heinrich Dathe, Paul Schöps, unter Mitarbeit von 11 Fachwissenschaftlern: Pelztieratlas. VEB Gustav Fischer Verlag Jena, 1986, S. 197–198.
29. ↑  Autorenkollektiv: Der Kürschner. Fach- und Lehrbuch für das Kürschnerhandwerk. 2. überarbeitete Auflage. Herausgegeben vom Berufsbildungs-Ausschuss des Zentralverbands des Kürschnerhandwerks, Verlag J. P. Bachem, Köln 1956, S. 232.
30. 1 2  
Heinrich Dathe, Paul Schöps, unter Mitarbeit von 11 Fachwissenschaftlern: Pelztieratlas. VEB Gustav Fischer Verlag Jena, 1986, S. 209–211.
31. 1 2  
Heinrich Dathe, Paul Schöps, unter Mitarbeit von 11 Fachwissenschaftlern: Pelztieratlas. VEB Gustav Fischer Verlag Jena, 1986, S. 202–203.
32. ↑  Alexander Tuma: Pelz-Lexikon. Pelz- und Rauhwarenkunde. XXI. Band. Verlag Alexander Tuma, Wien 1951. Stichwort „Serval“.
33. 1 2 3 4 5 6  
Emil Brass: Aus dem Reiche der Pelze. 2. verbesserte Auflage, Verlag der „Neuen Pelzwaren-Zeitung und Kürschner-Zeitung“, Berlin 1925, S. 772–473 (Yaguarundi), 490-505 (Serval; Südamerikanische, Asiatische Tigerkatzen).
34. 1 2 3  
Heinrich Dathe, Paul Schöps, unter Mitarbeit von 11 Fachwissenschaftlern: Pelztieratlas. VEB Gustav Fischer Verlag Jena, 1986, S. 199.
35. ↑  Sliwa, A. (2008) Felis nigripes. In: IUCN 2010. IUCN Red List of Threatened Species. Version 2010.1. The IUCN Red List of Threatened Species: Felis nigripes
36. ↑  Sliwa, A. (2004) Home range size and social organisation of black-footed cats (Felis nigripes). Mammalian Biology 69 (2): 96-107
37. ↑  Heinrich Dathe, Paul Schöps: Katzenartige Raubtiere. In: Das Pelzgewerbe Nr. 4, 1951, Beilage zur Zeitschrift Hermelin, Hermelin-Verlag Dr. Paul Schöps, S. 12
38. ↑  Fabio Oliveira do Nascimento: On the morphological variation and taxonomy of the Geoffroy’s cat Leopardus geoffroyi (d’Orbigny & Gervais, 1844) (Carnivora, Felidae). In: Papéis Avulsos de Zoologia 54(11), 2014; S. 129–160. doi:10.1590/0031-1049.2014.54.11.
39. 1 2  „General Characters.“ In: Catherine Peckham: Leopardus guigna (Carnivora: Felidae). in: Mammalian Species 55 (1026), 9. Mai 2023, sead001, S. 2–5, doi:10.1093/mspecies/sead001
40. 1 2  „Diagnosis.“ In: Catherine Peckham: Leopardus guigna (Carnivora: Felidae). in: Mammalian Species 55 (1026), 9. Mai 2023, sead001, S. 2, doi:10.1093/mspecies/sead001
41. ↑  Kodkod – Leopardus guigna In: Don E. Wilson, Russell A. Mittermeier (Hrsg.): Handbook of the Mammals of the World. Volume 1: Carnivores. Lynx Edicions, Barcelona 2009, ISBN 978-84-96553-49-1, S. 147.
42. 1 2  
Heinrich Dathe, Paul Schöps, unter Mitarbeit von 11 Fachwissenschaftlern: Pelztieratlas. VEB Gustav Fischer Verlag Jena, 1986, S. 213–214.
43. ↑  http://www.iucnredlist.org/
44. 1 2  
Heinrich Dathe, Paul Schöps, unter Mitarbeit von 11 Fachwissenschaftlern: Pelztieratlas. VEB Gustav Fischer Verlag Jena, 1986, S. 212–213.
45. ↑  Hans Petzsch: Die Katzen. J. Neumann-Neudamm, Melsungen, Basel, Wien, 1969, S. 142–143
46. 1 2  Alexander Tuma: Pelz-Lexikon. Pelz- und Rauhwarenkunde. XVIII. Band. Verlag Alexander Tuma, Wien 1949. Stichwort „Jaguarindi“.
47. ↑  Nobuyuki Yamaguchi, Carlos A. Driscoll, Andrew C. Kitchener & Jennifer M. Ward: Craniological differentiation between European wildcats (Felis silvestris silvestris), African wildcats (F. s. lybica) and Asian wildcats (F. s. ornata): Implications for their evolution and conservation. Biological Journal of the Linnean Society, 2004, 83, 47–63, DOI:10.1111/j.1095-8312.2004.00372.x
48. 1 2  Driscoll, C., Nowell, K. (2010) Felis silvestris. In: IUCN 2011. IUCN Red List of Threatened Species. Version 2011.2.
49. ↑  Ernst Rühmekorf: Haltung und Zucht des Sumpfluchses. In: Das Pelzgewerbe Jg. XIX Neue Folge, 1968 Heft Nr. 4, S. 22–24. Primärquelle Th. Haltenorth: Die Wildkatzen der alten Welt, Leipzig 1953.
50. 1 2 3  
Heinrich Dathe, Paul Schöps, unter Mitarbeit von 11 Fachwissenschaftlern: Pelztieratlas. VEB Gustav Fischer Verlag Jena, 1986, S. 200–201.
51. ↑  Mukherjee, S., Groves, C. (2007) Geographic variation in jungle cat (Felis chaus Schreber, 1777) (Mammalia, Carnivora, Felidae) body size: is competition responsible? (Memento des Originals vom 1. März 2011 im Internet Archive)  Info: Der Archivlink wurde automatisch eingesetzt und noch nicht geprüft. Bitte prüfe Original- und Archivlink gemäß Anleitung und entferne dann diesen Hinweis. (PDF; 276 kB) Biological Journal of the Linnean Society 92: 163–172.
52. ↑  Fritz Schmidt: Das Buch von den Pelztieren und Pelzen. F. C. Mayer Verlag, München 1970, S. 168.
53. ↑  Ingrid Weigel: Die Körperlängen der Kleinkatzen. In: Das Pelzgewerbe Jg. XIV/Neue Folge, 1963 Nr. 4 und 5, S. 135–136.